# Halálozások 2013-ban
Ez a szócikk a 2013-ban elhunyt nevezetes személyeket sorolja fel.

## Ismeretlen hónap
| Dátum          | Név            | Foglalkozás / tisztség | Kor | Forrás |
| -------------- | -------------- | ---------------------- | --- | ------ |
| Ismeretlen nap | Claes Billstam | svéd rali-navigátor    | 069 |        |
| Ismeretlen nap | Zajácz András  | festőművész            | 085 |        |

## December
| Dátum              | Név                                 | Foglalkozás / tisztség                                                                          | Kor | Forrás          |
| ------------------ | ----------------------------------- | ----------------------------------------------------------------------------------------------- | --- | --------------- |
| Ismeretlen nap     | Lucia Sauca                         | világbajnok és olimpiai ezüstérmes (1984) román evezős                                          | 050 |                 |
| december 31.       | James Avery                         | amerikai sorozatszínész                                                                         | 068 |                 |
| december 31.       | John Fortune                        | brit komikus                                                                                    | 074 |                 |
| december 31.       | Végvári Gyula                       | keramikus, pedagógus                                                                            | 078 |                 |
| december 31.       | Ligyija Vlagyimirovna Vertyinszkaja | grúz származású szovjet grafikus, filmszínésznő                                                 | 090 |                 |
| december 30.       | Akeem Adams                         | Trinidad és Tobagó-i válogatott labdarúgó (Ferencvárosi TC)                                     | 022 |                 |
| december 30.       | Hajdu Sándor                        | zeneszerző, karmester, a Bergendy-együttes tagja                                                | 074 |                 |
| december 30.       | José María Maguregui                | válogatott spanyol labdarúgó, edző                                                              | 079 |                 |
| december 30.       | Eero Mäntyranta                     | háromszoros olimpiai bajnok finn sífutó                                                         | 076 |                 |
| december 29.       | Vincent Francis                     | walesi rögbijátékos (Caerau AFC)                                                                | 048 |                 |
| december 29.       | Wojciech Kilar                      | lengyel zeneszerző                                                                              | 081 |                 |
| december 29.       | Beszik Kuduhov                      | olimpiai ezüstérmes (2012) orosz birkózó                                                        | 027 |                 |
| december 28.       | Halton Arp                          | amerikai csillagász                                                                             | 086 |                 |
| december 28.       | Ilja Cimbalar                       | orosz és ukrán válogatott labdarúgó, edző                                                       | 044 |                 |
| december 28.       | Gúzs Imre                           | erdélyi magyar író, újságíró                                                                    | 077 |                 |
| december 28.       | Magi István                         | kultúrpolitikus                                                                                 | 069 |                 |
| december 27.       | Ian Barbour                         | a tudomány és a vallás kapcsolatával foglalkozó amerikai tudós                                  | 090 |                 |
| december 27.       | Boyd Lee Dunlop                     | amerikai dzsesszzongorista                                                                      | 087 |                 |
| december 27.       | Henri Réchatin (Henry's)            | francia kötéltáncos, egyensúlyozó-művész                                                        | 082 |                 |
| december 27.       | Mohamed Satah                       | libanoni politikus, pénzügyminiszter                                                            | 062 |                 |
| december 27.       | Szabó-Selényi Zsuzsa                | erdélyi magyar toxikológus, fizikai-kémiai szakíró                                              | 090 |                 |
| december 26.       | Dinu Cocea                          | román filmrendező, forgatókönyvíró                                                              | 084 |                 |
| december 26.       | Eggerth Márta                       | opera-énekesnő                                                                                  | 101 |                 |
| december 25.       | Viktor Szergejevics Szaveljev       | Gyemidov-díjas szovjet-orosz sebész, a Szocialista Munka Hőse                                   | 085 |                 |
| december 24.       | Frédéric Back                       | kanadai animációsfilm-rendező, animátor                                                         | 089 |                 |
| december 24.       | Serghei Stroenco                    | moldáv válogatott labdarúgó                                                                     | 046 |                 |
| december 23.       | Bihari Sándor                       | festőművész, akvarellista                                                                       | 066 |                 |
| december 23.       | Mihail Tyimofejevics Kalasnyikov    | szovjet-orosz fegyvertervező, az AK–47 és az AK–74 feltalálója                                  | 094 |                 |
| december 23.       | Yusef Lateef                        | amerikai Grammy-díjas jazz-zenész, szaxofonos                                                   | 093 |                 |
| december 23.       | Ricky Lawson                        | amerikai dobos                                                                                  | 059 |                 |
| december 23.       | Pándy András                        | magyar származású belga sorozatgyilkos                                                          | 086 |                 |
| december 22.       | Ed Herrmann                         | amerikai baseballjátékos (Chicago White Sox)                                                    | 067 |                 |
| december 21.       | Edgar Bronfman                      | kanadai-amerikai üzletember, a Zsidó Világkongresszus elnöke (1981–2007)                        | 084 |                 |
| december 21.       | Peter Geach                         | brit filozófus                                                                                  | 097 |                 |
| december 20.       | Pjotr Bolotnyikov                   | olimpiai bajnok (1960) szovjet-orosz hosszútávfutó                                              | 083 |                 |
| december 20.       | Maár Gyula                          | Kossuth-díjas filmrendező                                                                       | 079 |                 |
| december 20.       | Nobilis András                      | neonatológus-gyermekgyógyász szakorvos, a magyar koraszülött-ellátás egyik megvalósítója        | 055 |                 |
| december 20.       | David Richards                      | angol zenei producer                                                                            | 057 |                 |
| december 20.       | Elisabeth Sigmund                   | kozmetikai kutató, természetgyógyász                                                            | 099 | [ halott link ] |
| december 19.       | Bajusz Sándor                       | Széchenyi-díjas magyar kémikus, egyetemi tanár                                                  | 082 |                 |
| december 19.       | Winton Dean                         | brit zenetörténész                                                                              | 097 |                 |
| december 19.       | Kanaja Hideo                        | japán motorversenyző                                                                            | 068 |                 |
| december 19.       | Páter Zoltán                        | erdélyi magyar matematikus                                                                      | 084 |                 |
| december 19.       | Ned Vizzini                         | amerikai regényíró                                                                              | 032 |                 |
| december 18.       | Ronnie Biggs                        | brit bűnöző, az 1963-as nagy angliai vonatrablás egyik kitervelője és végrehajtója              | 084 |                 |
| december 18.       | Martin Koeman                       | holland válogatott labdarúgó                                                                    | 075 |                 |
| december 18.       | Kun Zita                            | többszörös utánpótlás bajnok atléta                                                             | 013 |                 |
| december 18.       | Oláh Andor                          | blueszenész                                                                                     | 047 |                 |
| december 18.       | Paul Torday                         | brit író                                                                                        | 067 |                 |
| december 17.       | Ricardo María Carles Gordó          | spanyol katolikus bíboros, Barcelona érseke (1990–2004)                                         | 087 |                 |
| december 17.       | Janet Rowley                        | amerikai rákkutató                                                                              | 088 |                 |
| december 16.       | Ray Price                           | amerikai country énekes-zenész                                                                  | 087 |                 |
| december 16.       | Lolita Sevilla                      | spanyol énekes-színésznő                                                                        | 078 |                 |
| december 16.       | Arie Vermeer                        | válogatott holland labdarúgó                                                                    | 091 |                 |
| december 16. előtt | Boronkay Tamás                      | a Világgazdaság felelős szerkesztője                                                            | 068 |                 |
| december 15.       | Harold Camping                      | amerikai prédikátor                                                                             | 092 |                 |
| december 15.       | Joan Fontaine                       | Oscar-díjas amerikai színésznő (Manderley-ház asszonya, Gyanakvó szerelem)                      | 096 |                 |
| december 15.       | Helmar Frank                        | német matematikus                                                                               | 080 |                 |
| december 15.       | Jevgenyij Jacinyenko                | világbajnoki ezüstérmes (1958) szovjet-orosz kenus                                              | 088 |                 |
| december 15.       | Sipeki Gyula                        | fotóművész                                                                                      | 068 |                 |
| december 14.       | G. W. S. Barrow                     | brit történész                                                                                  | 089 |                 |
| december 14.       | John Cornforth                      | Nobel-díjas (1975) ausztrál kémikus                                                             | 096 |                 |
| december 14.       | Janet Dailey                        | amerikai regényíró                                                                              | 069 |                 |
| december 14.       | Fáj Attila                          | olaszországi magyar irodalomtörténész, az MTA külső tagja                                       | 091 |                 |
| december 14.       | Peter O’Toole                       | ír színész (Arábiai Lawrence)                                                                   | 081 |                 |
| december 13.       | Daniel Escobar                      | amerikai színész (Lizzie McGuire)                                                               | 049 |                 |
| december 13.       | Kim Gukthe                          | észak-koreai politikus, párttitkár                                                              | 089 |                 |
| december 13. előtt | Barkóczy Gellért                    | politikus, országgyűlési képviselő (FKGP) (1994–2002)                                           | 082 |                 |
| december 12.       | Csang Szongthek                     | észak-koreai politikus, Kim Dzsongun nagybátyja                                                 | 067 |                 |
| december 12.       | Dobos Krisztina                     | matematikus, közgazdász, tanár, politikus                                                       | 064 |                 |
| december 12.       | Tom Laughlin                        | amerikai színész, rendező, forgatókönyvíró, író, szerkesztő, politikai aktivista                | 082 |                 |
| december 12.       | Leo Sachs                           | izraeli biológus                                                                                | 089 |                 |
| december 12.       | Audrey Totter                       | amerikai színésznő (A postás mindig kétszer csenget)                                            | 095 |                 |
| december 11.       | Szabó Éva                           | népi iparművész, népművelő, néptánctanár                                                        | 076 |                 |
| december 11.       | Szabolcs Ottó                       | történész                                                                                       | 086 |                 |
| december 10.       | Maurice Benoit                      | olimpiai ezüstérmes (1960) kanadai jégkorongozó                                                 | 081 |                 |
| december 10.       | Jim Hall                            | amerikai dzsesszgitáros, zeneszerző                                                             | 083 |                 |
| december 10.       | Rossana Podestà                     | olasz színésznő                                                                                 | 079 |                 |
| december 9.        | Kopetty Lia                         | színésznő                                                                                       | 071 |                 |
| december 9.        | Eleanor Parker                      | amerikai színésznő (A muzsika hangja)                                                           | 091 |                 |
| december 9.        | Szablyár Péter                      | geológus, kohómérnök, barlangkutató, helytörténész                                              | 065 |                 |
| december 9.        | Tóth Klára                          | Széchenyi-díjas kémikus, egyetemi tanár, az MTA rendes tagja                                    | 074 |                 |
| december 8.        | Szokolay Sándor                     | Kossuth-díjas zeneszerző, egyetemi tanár                                                        | 082 |                 |
| december 8.        | Tóth Miklósné                       | festő, művésztanár                                                                              | 080 |                 |
| december 7.        | Benkő Ákos                          | testnevelő tanár, mesteredző                                                                    | 073 |                 |
| december 7.        | Nagyezsda Iljina                    | olimpiai bronzérmes (1976) szovjet-orosz rövidtávfutó                                           | 064 |                 |
| december 7.        | Eero Kolehmainen                    | olimpiai ezüstérmes (1952) finn sífutó                                                          | 095 |                 |
| december 7.        | Józef Kowalski                      | lengyel kapitány, a lengyel–szovjet háború utolsó résztvevője                                   | 113 |                 |
| december 7.        | Jacob Matlala                       | világbajnok dél-afrikai ökölvívó                                                                | 051 |                 |
| december 7.        | Édouard Molinaro                    | francia filmrendező, színész, forgatókönyvíró                                                   | 085 |                 |
| december 7.        | Allen Rosenberg                     | világbajnoki ezüstérmes (1958) amerikai evezős, edző                                            | 082 |                 |
| december 6.        | Balassa György (Georges Baal)       | magyar származású francia pszichoanalitikus, rendező, színész, színházterapeuta, egyetemi tanár | 075 |                 |
| december 6.        | Philippe Favre                      | svájci autóversenyző                                                                            | 051 |                 |
| december 6.        | Hegyeshalmi László                  | a Veszprémi Petőfi Színház igazgatója (1981–1991)                                               | 080 |                 |
| december 6.        | Tom Krause                          | finn operaénekes                                                                                | 079 |                 |
| december 5.        | Jean-Luc Benoziglio                 | svájci író                                                                                      | 072 |                 |
| december 5.        | Barry Jackson                       | angol színész (Ki vagy, doki?, Wimbledon, Kisvárosi gyilkosságok)                               | 075 |                 |
| december 5.        | Nelson Mandela                      | Nobel-békedíjas emberi jogi aktivista, a Dél-afrikai Köztársaság első xhosa elnöke (1994–1999)  | 095 |                 |
| december 5.        | Colin Wilson                        | angol író                                                                                       | 082 |                 |
| december 5.        | Wutka Tamás                         | író, esszéista. kritikus                                                                        | 062 |                 |
| december 4.        | McDonald Bailey                     | brit színekben olimpiai bronzérmes (1952) Trinidad és Tobagó-i rövidtávfutó                     | 092 |                 |
| december 3.        | Bódis Erzsébet                      | textilművész                                                                                    | 090 |                 |
| december 3.        | Ivan Kuzma                          | szlovák régész                                                                                  | 058 |                 |
| december 3.        | Mészáros Károly                     | labdarúgó (Szegedi Honvéd, Szegedi EAC)                                                         | 084 |                 |
| december 3.        | Lidija Antonovna Ponomarenko        | ukrán helytörténész                                                                             | 091 |                 |
| december 3.        | Zollman Péter                       | műfordító, tudós, kutató fizikus, mérnök és feltaláló                                           | 082 |                 |
| december 2.        | Bächer Iván                         | író, újságíró, publicista                                                                       | 056 |                 |
| december 2.        | Bende Péter                         | tűzoltó vezérőrnagy, Budapest tűzoltóparancsnoka (2000–2011)                                    | 061 |                 |
| december 2.        | Junior Murvin                       | jamaicai reggae előadóművész                                                                    | 064 |                 |
| december 2.        | Pedro Rocha                         | uruguayi labdarúgó, edző                                                                        | 070 |                 |
| december 2.        | Vernon Shaw                         | dominikai politikus, elnök (1998–2003)                                                          | 083 |                 |
| december 2.        | Christopher Evan Welch              | amerikai színész                                                                                | 048 |                 |
| december 1.        | Heinrich Boere                      | második világháborús német katona, háborús bűnös                                                | 092 |                 |
| december 1.        | Richard Coughlan                    | angol dobos (Caravan)                                                                           | 066 |                 |

## November
| Dátum             | Név                                  | Foglalkozás / tisztség | Kor | Forrás |
| ----------------- | ------------------------------------ | --- | --- | ------ |
| november 30.      | Jurij Vasziljevics Jakovlev          | orosz színész (Anna Karenina)                                                                                                   | 085 |        |
| november 30.      | Roger Rodas                          | amerikai autóversenyző, pénzügyi tanácsadó                                                                                      | 038 |        |
| november 30.      | Doriano Romboni                      | olasz motorversenyző | 044 |        |
| november 30.      | Paul Walker                          | amerikai színész (Halálos iram filmek)                                                                                          | 040 |        |
| november 29.      | Oliver Cheatham                      | amerikai rhythm and blues énekes                                                                                                | 065 |        |
| november 29.      | Valdis Muižnieks                     | háromszoros olimpiai ezüstérmes (1956 és 1960 és 1964) és Európa-bajnok szovjet válogatott lett kosárlabdázó                    | 078 |        |
| november 28.      | Mitja Ribičič                        | szlovén politikus, Jugoszlávia miniszterelnöke (1969–1971)                                                                      | 094 |        |
| november 28.      | Solymár József                       | író, újságíró, forgatókönyvíró                                                                                                  | 084 |        |
| november 27.      | Nílton Santos                        | kétszeres világbajnok (1958, 1962) brazil labdarúgó                                                                             | 088 |        |
| november 27.      | Wolf Jobst Siedler                   | német újságíró | 087 |        |
| november 26.      | Arik Einstein                        | izraeli énekes, dalszerző, színész                                                                                              | 074 |        |
| november 26.      | Tony Musante                         | amerikai színész | 077 |        |
| november 26.      | Cayetano Ré                          | válogatott paraguayi labdarúgó, edző                                                                                            | 075 |        |
| november 26.      | Jörg Spengler                        | olimpiai bronzérmes (1976) német vitorlázó                                                                                      | 074 |        |
| november 25.      | Bill Foulkes                         | válogatott angol labdarúgó (Manchester United)                                                                                  | 081 |        |
| november 25.      | Chico Hamilton                       | amerikai dzsesszdobos | 092 |        |
| november 25.      | Greg Kovacs                          | kanadai testépítő | 044 |        |
| november 25.      | Egon Lánský                          | cseh újságíró, politikus, miniszterelnök-helyettes (1998–1999)                                                                  | 079 |        |
| november 25.      | Al Plastino                          | amerikai képregényalkotó (Superman)                                                                                             | 091 |        |
| november 25.      | Sarah Teelow                         | világbajnok ausztrál vízisízőnő                                                                                                 | 021 |        |
| november 24.      | Amadeo Amadei                        | válogatott olasz labdarúgó | 092 |        |
| november 24.      | Becsei József                        | válogatott labdarúgó | 063 |        |
| november 24.      | Benkő Antal SJ                       | jezsuita atya, a Collegium Hungaricum (Leuven) igazgatója                                                                       | 093 |        |
| november 24.      | Arnaud Coyot                         | francia kerékpárversenyző | 033 |        |
| november 23.      | Connie Broden                        | kanadai jégkorongozó | 081 |        |
| november 23.      | Jakab István                         | szlovákiai magyar nyelvész, nyelvművelő, tanár                                                                                  | 085 |        |
| november 23.      | Costanzo Preve                       | olasz filozófus | 070 |        |
| november 22.      | Alekszandr Georgijevics Komarov      | világbajnok (1954) szovjet-orosz jégkorongozó                                                                                   | 090 |        |
| november 22.      | Georges Lautner                      | francia filmrendező és forgatókönyvíró                                                                                          | 087 |        |
| november 22.      | Szelestey László                     | néprajzkutató | 070 |        |
| november 21.      | Jindřich Balcar                      | cseh síugró olimpikon | 063 |        |
| november 21.      | Vern Mikkelsen                       | amerikai kosárlabdázó | 085 |        |
| november 21.      | Mike Palagyi                         | amerikai baseballozó (Washington Senators)                                                                                      | 096 |        |
| november 21.      | Conrad Susa                          | amerikai zeneszerző | 078 |        |
| november 20.      | Pavel Bobek                          | cseh énekes (Olympic) | 076 |        |
| november 20.      | Dieter Hildebrandt                   | német komikus | 086 |        |
| november 20.      | Molnár Franciska                     | cselgáncsozó, edző | 055 |        |
| november 20.      | Franco Selleri                       | olasz fizikus | 077 |        |
| november 19.      | Taiszija Filippovna Csencsik         | olimpiai bronzérmes (1964), Európa-bajnok (1966) szovjet magasugró                                                              | 077 |        |
| november 19.      | André Filippini                      | olimpiai bronzérmes (1952) svájci bobversenyző, üzletember                                                                      | 089 |        |
| november 19.      | Kovács Tibor                         | régész, a Magyar Nemzeti Múzeum főigazgatója (1999–2010), a Magyar Régészeti és Művészettörténeti Társulat tiszteletbeli elnöke | 073 |        |
| november 19.      | Frederick Sanger                     | kétszeres Nobel-díjas angol biokémikus, az inzulin felfedezője                                                                  | 095 |        |
| november 18.      | Thomas Howard                        | amerikai amerikaifutball-játékos                                                                                                | 030 |        |
| november 17.      | Syd Field                            | amerikai forgatókönyv-szakértő                                                                                                  | 077 |        |
| november 17.      | Kiss András                          | erdélyi magyar jogtörténész, történész, levéltáros, levéltári szakíró                                                           | 091 |        |
| november 17.      | Doris Lessing                        | Nobel-díjas brit írónő | 094 |        |
| november 16.      | Zbyněk Hejda                         | cseh költő, műfordító, történész                                                                                                | 083 |        |
| november 16.      | Arne Pedersen                        | válogatott norvég labdarúgó | 082 |        |
| november 15.      | Karla Álvarez                        | mexikói színésznő | 041 |        |
| november 15.      | Csontos Csaba                        | Ybl-díjas építész | 072 |        |
| november 15.      | Raimondo D’Inzeo                     | olimpiai (1960) és világbajnok (1956, 1960) olasz díjugrató                                                                     | 088 |        |
| november 15.      | Félix Geybels                        | válogatott belga labdarúgó | 077 |        |
| november 15.      | Gláfkosz Klirídisz                   | ciprusi görög-ciprióta politikus, a Ciprusi Köztársaság negyedik elnöke (1974, 1993–2003)                                       | 094 |        |
| november 15.      | Mickey Knox                          | amerikai színész (Katonablues), forgatókönyvíró                                                                                 | 091 |        |
| november 15.      | Barbara Park                         | amerikai gyerekkönyv-szerző | 066 |        |
| november 14.      | Piet de Wolf                         | holland labdarúgóedző | 091 |        |
| november 14.      | Jim McCluskey                        | skót nemzetközi labdarúgó-játékvezető                                                                                           | 063 |        |
| november 13.      | Balázs Sándorné Veredy Katalin       | könyvtáros, az Országgyűlési Könyvtár főigazgatója (1983–1989)                                                                  | 079 |        |
| november 13.      | Szőr Péter                           | informatikus, számítógépes biztonsági szakértő, víruskutató                                                                     | 043 |        |
| november 12.      | Giuseppe Casari                      | válogatott olasz labdarúgó | 091 |        |
| november 12.      | Erik Dyreborg                        | válogatott dán labdarúgó | 073 |        |
| november 12.      | Alekszandr Alekszandrovics Szerebrov | szovjet-orosz űrhajós | 069 |        |
| november 12.      | John Tavener                         | brit egyházizene-szerző | 069 |        |
| november 11.      | Domenico Bartolucci                  | olasz bíboros, a Sixtus-kápolna kórusának karnagya, zeneszerző                                                                  | 096 |        |
| november 11.      | Telegdy István                       | olimpikon vitorlázó | 086 |        |
| november 10.      | John Matchefts                       | olimpiai ezüstérmes (1956) amerikai jégkorongozó                                                                                | 082 |        |
| november 10.      | Giorgio Orelli                       | svájci költő | 092 |        |
| november 10.      | Szafdar Rahmatabadi                  | iráni politikus, ipari miniszterhelyettes                                                                                       | 0?  |        |
| november 9.       | Károlyi Fülöp Béla                   | közíró, tanár, iskolaigazgató, költő                                                                                            | 074 |        |
| november 9.       | Vasile Suciu                         | válogatott román labdarúgó | 071 |        |
| november 8.       | László Károly                        | műgyűjtő | 090 |        |
| november 8.       | Carl Lovsted                         | olimpiai bronzérmes (1952) amerikai evezős                                                                                      | 083 |        |
| november 8.       | Lică Nunweiller                      | válogatott román labdarúgó | 074 |        |
| november 7.       | Ron Dellow                           | angol labdarúgó, edző | 099 |        |
| november 7.       | Nyikolaj Ivanovics Karpov            | olimpiai bronzérmes (1960) szovjet-orosz jégkorongozó                                                                           | 083 |        |
| november 7.       | Amparo Rivelles                      | spanyol színésznő | 088 |        |
| november 7.       | Manfred Rommel                       | német politikus, Stuttgart főpolgármestere (1974–1996)                                                                          | 084 |        |
| november 6.       | Christian López                      | guatemalai súlyemelő olimpikon (2008, 2012)                                                                                     | 029 |        |
| november 6.       | Ace Parker                           | amerikai amerikaifutball- és baseballjátékos                                                                                    | 101 |        |
| november 6. előtt | Vigh Károly                          | történész | 095 |        |
| november 5.       | Habibolláh Aszgarouládi              | iráni politikus, elnökjelölt, az Iszlám Szövetség Egyesületének vezetője (1998–2008)                                            | 081 |        |
| november 5.       | Stuart Williams                      | válogatott walesi labdarúgó | 083 |        |
| november 4.       | Håkon Barfod                         | kétszeres olimpiai bajnok (1948, 1952) norvég vitorlázó                                                                         | 087 |        |
| november 4.       | Hans von Borsody                     | német színész (A híd túl messze van)                                                                                            | 084 |        |
| november 3.       | Gerard Cieślik                       | válogatott lengyel labdarúgó | 086 |        |
| november 3.       | Géza Gallos                          | válogatott osztrák labdarúgó | 065 |        |
| november 3.       | Ryszard Kraus                        | lengyel labdarúgó | 049 |        |
| november 3.       | Volodimir Andrijovics Muszalimov     | olimpiai bronzérmes (1968) szovjet-ukrán ökölvívó                                                                               | 069 |        |
| november 2.       | Walt Bellamy                         | olimpiai bajnok (1960) amerikai kosárlabdázó                                                                                    | 074 |        |
| november 2.       | Bill Lawrence                        | német születésű amerikai gitártervező és készítő                                                                                | 082 |        |
| november 1.       | François Bovon                       | svájci bibliakutató, történész                                                                                                  | 075 |        |
| november 1.       | Hetény János                         | plébános, teológus, néprajzkutató                                                                                               | 083 |        |
| november 1.       | Hakimullah Mehsud                    | pakisztáni tálib vezető | 034 |        |
| november 1.       | Tóth Tihamér                         | jogász, politikus, országgyűlési képviselő (1990–98)                                                                            | 069 |        |

## Október
| Dátum       | Név                      | Foglalkozás / tisztség | Kor  | Forrás          |
| ----------- | ------------------------ | --- | ---- | --------------- |
| október 31. | Fazıl Aysu               | török építész | 101  |                 |
| október 31. | Bán Zsuzsa               | újságíró | 074  |                 |
| október 31. | Gérard de Villiers       | francia író, kémregény-szerző                                                                                               | 083  |                 |
| október 30. | Anca Petrescu            | román építész, politikus, a Nagy-Románia Párt parlamenti képviselője (2004–2008)                                            | 064  |                 |
| október 30. | Szegedi Gyula            | Széchenyi-díjas orvos, belgyógyász, egyetemi tanár, az MTA rendes tagja                                                     | 077  |                 |
| október 29. | Allál Ben Kasszu         | válogatott marokkói labdarúgó                                                                                               | 071  |                 |
| október 29. | Ayrton Vieira de Moraes  | brazil nemzetközi labdarúgó-játékvezető                                                                                     | 084  |                 |
| október 29. | Graham Stark             | angol komikus, színész (Superman III, Alfie – Szívtelen szívtipró, Rózsaszín párduc)                                        | 091  |                 |
| október 28. | Hovanyecz László         | újságíró, egyetemi tanár | 073  |                 |
| október 28. | Kövi Mária               | olimpiai ezüstérmes (1948, 1952) tornász                                                                                    | 089  |                 |
| október 28. | Tadeusz Mazowiecki       | lengyel politikus, miniszterelnök (1989–1991), a szejm képviselője (1991–2001), író, újságíró                               | 086  |                 |
| október 27. | Vinko Coce               | horvát opera- és popénekes                                                                                                  | 059  |                 |
| október 27. | Gyarmati Olga            | olimpiai bajnok (1948) atléta                                                                                               | 089  |                 |
| október 27. | Luigi Magni              | olasz forgatókönyvíró, filmrendező                                                                                          | 085  |                 |
| október 27. | Lou Reed                 | amerikai rockzenész, zeneszerző, fotós                                                                                      | 071  |                 |
| október 26. | Tony Brevett             | jamaicai zenész (The Melodians)                                                                                             | 060  |                 |
| október 25. | Arthur Danto             | amerikai művészetkritikus és filozófus                                                                                      | 089  |                 |
| október 25. | Nigel Davenport          | angol színész | 085  |                 |
| október 25. | Hal Needham              | amerikai dublőr, filmrendező (Smokey és a bandita, Ágyúgolyó futam)                                                         | 082  |                 |
| október 25. | Augusto Odone            | olasz közgazdász, gyógymód feltaláló (Lorenzo olaja)                                                                        | 080  |                 |
| október 25. | Bill Sharman             | amerikai kosárlabdázó (Boston Celtics), edző (Los Angeles Lakers)                                                           | 087  |                 |
| október 25. | Marcia Wallace           | amerikai színésznő (A Simpson család)                                                                                       | 070  |                 |
| október 24. | Antonia Bird             | angol filmrendező | 054  |                 |
| október 24. | Manolo Escobar           | spanyol tánc- és népdalénekes, színész                                                                                      | 082  |                 |
| október 24. | Kadir Nurman             | török vállalkozó, a döner feltalálója                                                                                       | 080  |                 |
| október 24. | Frank Perconte           | amerikai katona a második világháborúban                                                                                    | 096  |                 |
| október 24. | Henry Taylor             | angol autóversenyző | 080  |                 |
| október 23. | Anthony Caro             | angol szobrász | 089  |                 |
| október 22. | Für Lajos                | politikus (MDF), történész, honvédelmi miniszter (1990–1994)                                                                | 082  |                 |
| október 22. | László Péter             | balettművész, koreográfus                                                                                                   | 059  |                 |
| október 22. | Petneházy Kiss Bence     | népművész, író, költő, olvasószerkesztő                                                                                     | 089  |                 |
| október 21. | Gianni Ferrio            | olasz zeneszerző, filmzeneszerző                                                                                            | 088  |                 |
| október 21. | Némethy Katalin          | pedagógus, matematikus | 080  |                 |
| október 20. | Jovanka Broz             | szerb katonatiszt, Josip Broz Tito felesége                                                                                 | 088  |                 |
| október 20. | Lawrence Klein           | közgazdasági Nobel-emlékdíjas amerikai közgazdász                                                                           | 093  |                 |
| október 20. | Nagy Imre                | olimpiai bajnok (1960) öttusázó, párbajtőrvívó, a magyar öttusa válogatott szövetségi kapitánya (1970–1976), közgazdász     | 080  |                 |
| október 20. | Szentgyörgyváry Károly   | a Magyar Máltai Szeretetszolgálat Dél-Dunántúli Régiójának vezetője, elnökségi tagja                                        | 064  |                 |
| október 20. | Dmitrij Zaikin           | szovjet űrhajós | 081  |                 |
| október 19. | Georges Descrières       | francia színész (Arsène Lupin)                                                                                              | 083  |                 |
| október 19. | Noel Harrison            | brit énekes (The Windmills of Your Mind), színész, műlesikló olimpikon (1952, 1956)                                         | 079  |                 |
| október 19. | William C. Lowe          | amerikai fizikus, az IBM első személyi számítógépének kifejlesztője                                                         | 072  |                 |
| október 18. | Thomas Stephen Foley     | amerikai politikus, diplomata                                                                                               | 084  |                 |
| október 18. | Pallagi János            | hegedűművész-tanár | 091  |                 |
| október 18. | Bill Young               | amerikai politikus, az amerikai kongresszus tagja (1971–2013)                                                               | 082  |                 |
| október 17. | Ferencz Éva              | énekes, színész, előadóművész                                                                                               | 062  |                 |
| október 16. | Wolfgang Holzmair        | német oroszlánszelídítő | 080  |                 |
| október 16. | Ed Lauter                | amerikai színész (The Artist – A némafilmes, Családi összeesküvés)                                                          | 074  |                 |
| október 16. | Pribil György            | zenész, zeneszerző (Kimnowak)                                                                                               | 046  |                 |
| október 15. | Sean Edwards             | brit autóversenyző | 026  |                 |
| október 15. | Gloria Lynne             | amerikai dzsesszénekesnő | 083  |                 |
| október 15. | Hans Riegel              | német üzletember, a Haribo cég vezetője                                                                                     | 090  |                 |
| október 14. | Josef Majer              | cseh labdarúgó | 0}88 |                 |
| október 14. | Bruno Metsu              | francia labdarúgó, edző | 059  |                 |
| október 14. | Pápai Ferenc             | kenus, mérnök, versenybíró                                                                                                  | 087  |                 |
| október 13. | Zsinka László            | statisztikus, sakkozó, a Fővárosi Közgyűlés tagja (1996–2006), a fővárosi MIÉP képviselőcsoport frakcióvezetője (2001–2006) | 059  |                 |
| október 12. | George Herbig            | amerikai csillagász, többek között a Herbig-Haro objektumok kutatója                                                        | 093  |                 |
| október 12. | Oscar Hijuelos           | Pulitzer-díjas (1990) kubai származású amerikai író                                                                         | 062  |                 |
| október 12. | Kalmár Ferenc            | vajdasági magyar szobrász, kerámiaművész                                                                                    | 085  |                 |
| október 12. | Móricz Ildikó            | színésznő | 075  |                 |
| október 12. | Petrich Károly           | entomológus, lepkegyűjtő | 096  |                 |
| október 11. | María de Villota         | spanyol autóversenyzőnő, tesztpilóta (Marussia F1 Team)                                                                     | 033  |                 |
| október 11. | Erich Priebke            | német Gestapo és SS tiszt, háborús bűnös                                                                                    | 100  |                 |
| október 10. | Scott Carpenter          | amerikai űrhajós | 088  |                 |
| október 10. | Dan Tomojuki             | japán színész és szinkronszínész                                                                                            | 050  |                 |
| október 10. | Jan Kuehnemund           | amerikai zenész, a Vixen női rockegyüttes alapító gitárosa                                                                  | 051  |                 |
| október 10. | Lontainé Santora Zsófia  | a biológiai tudományok kandidátusa, igazságügyi szerológus szakértő                                                         | 072  |                 |
| október 10. | Benedikta Zelić Bućan    | horvát történész, pedagógus, levéltáros                                                                                     | 095  |                 |
| október 9.  | Wilfried Martens         | belga politikus, miniszterelnök (1979–1981, 1981–1992)                                                                      | 077  |                 |
| október 9.  | Zumbok Ferenc            | jogász, kormánybiztos | 067  |                 |
| október 8.  | Philip Chevron           | ír zenész, énekes, dalszövegíró (The Pogues)                                                                                | 056  |                 |
| október 8.  | Csomós Péter             | énekes, zenész (Hungária, Juventus)                                                                                         | 069  |                 |
| október 8.  | Dvorszky Nándor          | motorversenyző, sportvezető, autósport szakíró                                                                              | 092  |                 |
| október 8.  | Rod Grams                | amerikai politikus, szenátor (Minnesota, 1995–2001)                                                                         | 065  |                 |
| október 8.  | Kováts Viktor            | extrémsportoló, a szárnyasruhás ugrás magyar nemzeti bajnoka                                                                | 032  |                 |
| október 7.  | Giancarlo Cadè           | válogatott olasz labdarúgó, edző                                                                                            | 083  |                 |
| október 7.  | Patrice Chéreau          | francia filmrendező, forgatókönyvíró, színész és producer                                                                   | 068  |                 |
| október 7.  | Ovádia Jószéf            | izraeli szefárd főrabbi | 093  |                 |
| október 7.  | Tőzsér József Gyula      | könyvkiadó, vállalkozó | 068  | [ halott link ] |
| október 6.  | Páll Endre               | erdőmérnök, vadászati szakíró                                                                                               | 090  |                 |
| október 6.  | Senén Suárez             | kubai zenész | 091  |                 |
| október 5.  | Carlo Lizzani            | olasz filmrendező, forgatókönyvíró                                                                                          | 091  |                 |
| október 5.  | Butch Warren             | amerikai dzsesszzenész | 074  |                 |
| október 5.  | Vang Ko-nan              | világbajnok (2001) kínai műugró                                                                                             | 033  |                 |
| október 4.  | Somkuti Gabriella        | könyvtáros, költő | 082  |                 |
| október 4.  | Võ Nguyên Giáp           | vietnámi tábornok, politikus (Điện Biên Phủ-i csata)                                                                        | 102  |                 |
| október 3.  | Szergej Belov            | olimpiai (1972), világ- és Európa-bajnok szovjet-orosz kosárlabdázó                                                         | 069  |                 |
| október 3.  | Kaszai Maszae            | olimpiai bajnok (1964) japán röplabdázónő                                                                                   | 080  |                 |
| október 3.  | Kerényi A. Ödön          | állami díjas (1973) villamos-gépészmérnök                                                                                   | 094  |                 |
| október 3.  | Enrico Panattoni         | olasz bártulajdonos, a sztracsatella fagylalt feltalálója                                                                   | 085  |                 |
| október 3.  | Chuck Smith              | amerikai vallási vezető, a Calvary Chapel vallás alapítója                                                                  | 086  |                 |
| október 2.  | Nevenka Košutić Brozović | horvát irodalomtörténész, egyetemi tanár, műfordító                                                                         | 084  |                 |
| október 2.  | Benjamin Dwomoh          | ghánai nemzetközi labdarúgó-játékvezető                                                                                     | 078  |                 |
| október 2.  | Abraham Nemeth           | amerikai matematikus, feltaláló                                                                                             | 094  |                 |
| október 1.  | Peter Broadbent          | válogatott angol labdarúgó                                                                                                  | 080  |                 |
| október 1.  | Tom Clancy               | amerikai író, regényíró, krimiíró                                                                                           | 066  |                 |
| október 1.  | Fekete György            | közgazdász | 088  | [ 5 ]           |
| október 1.  | Giuliano Gemma           | olasz színész | 075  |                 |
| október 1.  | Karcsú Imre              | lovas, díjugrató | 079  | ?               |
| október 1.  | Ole Danbolt Mjøs         | norvég orvos, politikus, a Norvég Nobel Bizottság elnöke (2003–2008)                                                        | 074  |                 |
| október 1.  | Őz Zsolt                 | énekes (Vidámpark), zenész, író, újságíró                                                                                   | 044  |                 |

## Szeptember
| Dátum          | Név                              | Foglalkozás / tisztség                                                                 | Kor | Forrás          |
| -------------- | -------------------------------- | -------------------------------------------------------------------------------------- | --- | --------------- |
| Ismeretlen nap | Elena Giurcă                     | két világbajnoki ezüst- és egy bronzérmes, olimpiai bronzérmes (1976) evezős           | 067 |                 |
| szeptember 30. | Kazys Bobelis                    | litván politikus, Marijampolé parlamenti képviselője                                   | 090 |                 |
| szeptember 29. | S. N. Goenka                     | indiai tanító, író                                                                     | 089 |                 |
| szeptember 29. | L. C. Greenwood                  | amerikai amerikaifutball-játékos (Pittsburgh Steelers)                                 | 067 |                 |
| szeptember 29. | Bob Kurland                      | kétszeres olimpiai bajnok (1948, 1952) amerikai kosárlabdázó                           | 088 |                 |
| szeptember 29. | Richnovszky Sándor               | ejtőernyős sportoló, oktató, repülésirányító                                           | 066 |                 |
| szeptember 28. | Botka Valéria                    | Liszt Ferenc-díjas kóruskarnagy                                                        | 085 |                 |
| szeptember 28. | Igor Romisevszkij                | kétszeres olimpiai bajnok (1968, 1972) szovjet-orosz jégkorongozó                      | 073 |                 |
| szeptember 28. | Michael Sullivan                 | kanadai születésű brit művészettörténész, műgyűjtő, sinológus                          | 096 |                 |
| szeptember 27. | Gates Brown                      | amerikai baseballjátékos (Detroit Tigers)                                              | 074 |                 |
| szeptember 27. | Kárpáti Ferenc                   | hivatásos katonatiszt, politikus (MSZMP), honvédelmi miniszter (1985–1990)             | 086 |                 |
| szeptember 27. | Tuncel Kurtiz                    | Ezüst Medve díjas (1986) török színész                                                 | 077 |                 |
| szeptember 27. | A. C. Lyles                      | amerikai filmproducer (Paramount Pictures)                                             | 095 |                 |
| szeptember 26. | Denis Brodeur                    | olimpiai bronzérmes (1956) kanadai jégkorongozó, fotográfus                            | 082 |                 |
| szeptember 26. | Don Donovan                      | ír labdarúgó, edző (Grimsby Town FC, Everton FC, Boston United)                        | 083 |                 |
| szeptember 25. | Dőry András                      | olimpiai ötödik helyezett (1956) ökölvívó, edző                                        | 083 |                 |
| szeptember 25. | Buda István                      | sportvezető, politikus, a Magyar Olimpiai Bizottság elnöke                             | 087 |                 |
| szeptember 25. | Ron Fenton                       | angol labdarúgó, edző (Nottingham Forest FC)                                           | 072 |                 |
| szeptember 24. | Viktor Zinger                    | olimpiai bajnok (1968), ötszörös világbajnok szovjet-orosz jégkorongozó                | 071 |                 |
| szeptember 23. | Vlatko Marković                  | horvát labdarúgó, a Horvát labdarúgó-szövetség elnöke (1999–2012)                      | 076 |                 |
| szeptember 23. | Stanisław Szozda                 | olimpiai ezüstérmes (1972, 1976) lengyel országútikerékpár-versenyző                   | 062 |                 |
| szeptember 22. | David Hunter Hubel               | Nobel-díjas amerikai neurológus                                                        | 087 |                 |
| szeptember 22. | Álvaro Mutis                     | Cervantes-díjas (2001) kolumbiai író                                                   | 090 |                 |
| szeptember 22. | Luciano Vincenzoni               | olasz forgatókönyvíró (A Jó, a Rossz és a Csúf)                                        | 087 |                 |
| szeptember 21. | Peter Solan                      | szlovák filmrendező                                                                    | 084 |                 |
| szeptember 20. | Bajnok István                    | szlovákiai magyar politikus, gyermekpszichiáter, író                                   | 072 |                 |
| szeptember 19. | Amidou                           | marokkói születésű színész                                                             | 078 |                 |
| szeptember 19. | Gál József                       | helytörténész tanár, író, múzeumigazgató                                               | 019 |                 |
| szeptember 19. | Gerrie Mühren                    | válogatott holland labdarúgó                                                           | 067 |                 |
| szeptember 19. | Ernest Schultz                   | válogatott francia labdarúgó, edző                                                     | 082 |                 |
| szeptember 19. | Saye Zerbo                       | Burkina Fasó-i politikus, államfő (1980–1982)                                          | 081 |                 |
| szeptember 19. | Jamaucsi Hirosi                  | japán üzletember, a Nintendo elnöke (1949–2002)                                        | 085 |                 |
| szeptember 18. | Stanislas Dombeck                | francia labdarúgó, edző                                                                | 081 |                 |
| szeptember 18. | Ken Norton                       | amerikai ökölvívó                                                                      | 070 |                 |
| szeptember 18. | Marcel Reich-Ranicki             | német publicista, irodalomkritikus                                                     | 093 |                 |
| szeptember 18. | Richard C. Sarafian              | amerikai filmrendező, színész                                                          | 083 |                 |
| szeptember 18. | Várady László                    | ókortörténész, egyetemi tanár                                                          | 087 |                 |
| szeptember 17. | Tojoda Eidzsi                    | japán üzletember, a Toyota vállalat vezetője, az alapító család tagja                  | 100 |                 |
| szeptember 17. | Vetési Imre                      | kosárlabdaedző                                                                         | 068 |                 |
| szeptember 16. | Judy Mosley-McAfee               | magyar bajnoki ezüstérmes amerikai kosárlabdázó                                        | 045 |                 |
| szeptember 16. | Simon Miklós                     | római katolikus plébános                                                               | 065 |                 |
| szeptember 16. | Simonek Lídia (Kakucsi Sándorné) | világbajnoki bronzérmes (1956) kézilabdázó                                             | 084 |                 |
| szeptember 15. | Jackie Lomax                     | brit gitáros, dalszövegíró                                                             | 069 |                 |
| szeptember 15. | Arend van der Wel                | holland labdarúgó (AFC Ajax)                                                           | 080 |                 |
| szeptember 14. | Makszim Ivanovics Bilij          | ukrán labdarúgó (FK Harkiv, FK Zorja Luhanszk)                                         | 024 |                 |
| szeptember 14. | Lónyai Tihamér                   | orvos, egyetemi tanár                                                                  | 087 |                 |
| szeptember 13. | Rick Casares                     | amerikai amerikaifutball-játékos (Chicago Bears)                                       | 082 |                 |
| szeptember 13. | Urbán László                     | könyvtáros, könyvtártörténész                                                          | 078 |                 |
| szeptember 13. | Milan Zemko                      | szlovák politikus, történész                                                           | 069 |                 |
| szeptember 12. | Ray Dolby                        | amerikai mérnök, feltaláló                                                             | 080 |                 |
| szeptember 12. | Otto Sander                      | német színész (A tengeralattjáró, Berlin felett az ég)                                 | 072 |                 |
| szeptember 11. | Jimmy Fontana                    | olasz énekes, zeneszerző, színész                                                      | 078 |                 |
| szeptember 11. | Honti György                     | vegyészmérnök, polihisztor                                                             | 093 |                 |
| szeptember 11. | Kuba Károly                      | nagyvállalkozó, Almáskeresztúr polgármestere                                           | 059 |                 |
| szeptember 10. | Gurics György                    | olimpiai bronzérmes (1952), világbajnok birkózó, edző                                  | 084 |                 |
| szeptember 10. | Huszár Tibor                     | szlovákiai magyar fotóművész                                                           | 061 |                 |
| szeptember 10. | Kőrös József (Buksi)             | gitáros (Hobo Blues Band)                                                              | 060 | [ halott link ] |
| szeptember 10. | Josef Němec                      | olimpiai bronzérmes (1960) csehszlovák-cseh ökölvívó                                   | 079 |                 |
| szeptember 9.  | Alberto Bevilacqua               | olasz filmrendező                                                                      | 079 |                 |
| szeptember 9.  | Budai Katalin                    | színikritikus, szerkesztő                                                              | 059 |                 |
| szeptember 9.  | Saul Landau                      | amerikai dokumentumfilmes, újságíró                                                    | 077 |                 |
| szeptember 8.  | José Guadalupe Padilla Lozano    | mexikói római katolikus pap, Veracruz püspöke (1963–2000)                              | 092 |                 |
| szeptember 7.  | Zelmo Beaty                      | amerikai kosárlabdázó (St. Louis Hawks, Utah Stars)                                    | 073 |                 |
| szeptember 7.  | Wolfgang Frank                   | német labdarúgó, edző                                                                  | 062 |                 |
| szeptember 7.  | Fűzy Ákos                        | kosárlabdaedző, a győri kosárlabdacsapat vezetőedzője                                  | 049 |                 |
| szeptember 7.  | Ilja Hurník                      | cseh zeneszerző                                                                        | 090 |                 |
| szeptember 7.  | Karai József                     | zeneszerző                                                                             | 085 |                 |
| szeptember 7.  | Miklós Tibor                     | író, műfordító, dalszövegíró, rendező, művészeti vezető                                | 066 |                 |
| szeptember 7.  | Marek Špilár                     | válogatott szlovák labdarúgó                                                           | 038 |                 |
| szeptember 7.  | Tapodi Péter                     | sportvezető, a győri kosárlabdacsapat klubigazgatója                                   | 045 |                 |
| szeptember 7.  | Doku Umarov                      | csecsen iszlamista parancsnok                                                          | 049 |                 |
| szeptember 6.  | Bocskai T. József                | az Igazolt Magyar Szabadságharcos Világszövetség elnöke                                | 089 |                 |
| szeptember 6.  | Ann C. Crispin                   | amerikai sci-fi-írónő                                                                  | 063 |                 |
| szeptember 5.  | Hikáde István                    | kézilabdázó, kézilabdaedző                                                             | 070 |                 |
| szeptember 5.  | Rochus Misch                     | német SS-katona, Adolf Hitler testőre, a Führerbunker elleni merénylet utolsó túlélője | 096 |                 |
| szeptember 4.  | Eugene K. Balon                  | lengyel származású kanadai ichthiológus                                                | 083 |                 |
| szeptember 4.  | Ferdinand Biwersi                | német labdarúgó-játékvezető                                                            | 079 |                 |
| szeptember 4.  | Németh Ferenc                    | sportfotóművész, fotóriporter, újságíró                                                | 061 |                 |
| szeptember 4.  | Sztanyiszlav Sztyepaskin         | olimpiai bajnok (1964) szovjet-orosz ökölvívó                                          | 073 |                 |
| szeptember 3.  | Ariel Castro                     | amerikai emberrabló, a clevelandi emberrablás kitervelője és végrehajtója              | 053 |                 |
| szeptember 3.  | Kiss József                      | szlovákiai magyar történész                                                            | 069 |                 |
| szeptember 2.  | Valérie Benguigui                | Césár-díjas (2013) francia színésznő                                                   | 047 |                 |
| szeptember 2.  | Ronald Coase                     | közgazdasági Nobel-díjas (1991) brit közgazdász                                        | 102 |                 |
| szeptember 2.  | Frederik Pohl                    | amerikai sci-fi-író, szerkesztő                                                        | 093 |                 |
| szeptember 2.  | Isidro Sánchez                   | spanyol labdarúgó (Real Madrid)                                                        | 076 |                 |
| szeptember 2.  | Paul Scoon                       | grenadai politikus, főkormányzó (1978–1992)                                            | 078 |                 |
| szeptember 1.  | Csernai Pál                      | válogatott labdarúgó, edző                                                             | 080 |                 |
| szeptember 1.  | Ignacio Eizaguirre               | válogatott spanyol labdarúgó (Valencia, Real Sociedad)                                 | 092 |                 |
| szeptember 1.  | Tommy Morrison                   | WBO-bajnok amerikai nehézsúlyú ökölvívó                                                | 044 |                 |

## Augusztus
| Dátum         | Név                          | Foglalkozás / tisztség                                                                                       | Kor | Forrás          |
| ------------- | ---------------------------- | --- | --- | --------------- |
| augusztus 31. | Daday Ferenc                 | festő, díszlettervező                                                                                        | 099 |                 |
| augusztus 31. | David Frost                  | brit műsorvezető, újságíró, humorista, író, médiaszemélyiség                                                 | 074 |                 |
| augusztus 30. | Seamus Heaney                | Nobel-díjas (1995) ír költő                                                                                  | 074 |                 |
| augusztus 30. | Mirko Boman                  | horvát színész                                                                                               | 086 |                 |
| augusztus 30. | Glenn Terrell                | amerikai egyetemi oktató, valamint a Washingtoni Állami Egyetem rektora                                      | 093 |                 |
| augusztus 29. | Bruce C. Murray              | amerikai tudós, űrkutató                                                                                     | 081 |                 |
| augusztus 29. | Ág Tibor                     | szlovákiai magyar népzenekutató, karnagy, zeneszerző, zenepedagógus                                          | 084 |                 |
| augusztus 28. | Bebrits Anna                 | újságíró, diplomata                                                                                          | 093 |                 |
| augusztus 28. | Gyetvai László               | válogatott labdarúgó (Ferencváros)                                                                           | 094 |                 |
| augusztus 27. | Kovács Zoltán                | labdarúgó (REAC, Győri ETO, Budapest Honvéd)                                                                 | 026 |                 |
| augusztus 27. | Pető Béla                    | több színház művészeti titkára, a Magyar Színház ügyvezetője                                                 | 073 |                 |
| augusztus 26. | Wolfgang Herrndorf           | német író | 048 |                 |
| augusztus 26. | Gerard Murphy                | ír színész (Batman: Kezdődik!, Waterworld – Vízivilág)                                                       | 064 |                 |
| augusztus 25. | Gilmar                       | kétszeres világbajnok (1958, 1962) brazil labdarúgó                                                          | 083 |                 |
| augusztus 25. | Hernyák Gábor                | geológus, Rudi (Rudapithecus hungaricus) megtalálója                                                         | 084 |                 |
| augusztus 24. | Julie Harris                 | amerikai színésznő (Édentől keletre, Knots Landing)                                                          | 087 |                 |
| augusztus 24. | Nílton de Sordi              | világbajnok (1958) brazil labdarúgó                                                                          | 082 |                 |
| augusztus 23. | Vagyim Juszov                | szovjet-orosz operatőr (Iván gyermekkora, Andrej Rubljov, Solaris)                                           | 084 |                 |
| augusztus 23. | Gilbert Taylor               | brit operatőr (Ómen, Csillagok háborúja IV: Új remény)                                                       | 099 |                 |
| augusztus 22. | Borbély Pál                  | kosárlabdázó, újságíró, a Nemzeti Sport főszerkesztője                                                       | 084 |                 |
| augusztus 22. | Peter Coates                 | ír nemzetközi labdarúgó-játékvezető                                                                          | 089 |                 |
| augusztus 22. | Fellner Andrea               | újságíró, az MTV Zenei Főosztályának szerkesztő főmunkatársa, producer                                       | 075 |                 |
| augusztus 22. | Petr Kment                   | olimpiai bronzérmes (1968) cseh birkózó                                                                      | 071 |                 |
| augusztus 22. | Jetty Paerl                  | holland énekesnő                                                                                             | 092 |                 |
| augusztus 21. | Sid Bernstein                | amerikai zenei producer, menedzser (The Beatles, The Rolling Stones)                                         | 095 |                 |
| augusztus 21. | Charles Gordon Fullerton     | amerikai űrhajós                                                                                             | 076 |                 |
| augusztus 20. | Sathima Bea Benjamin         | dél-afrikai dzsesszénekesnő                                                                                  | 076 |                 |
| augusztus 20. | Elmore Leonard               | amerikai író és forgatókönyvíró                                                                              | 087 |                 |
| augusztus 20. | Fred Martin                  | skót labdarúgó                                                                                               | 084 |                 |
| augusztus 20. | Marian McPartland            | angol-amerikai dzsesszzongorista, zeneszerző, írónő                                                          | 095 |                 |
| augusztus 20. | Ted Post                     | amerikai filmrendező (A majmok bolygója 2, A Magnum ereje)                                                   | 095 |                 |
| augusztus 20. | Costică Ștefănescu           | válogatott román labdarúgó, edző                                                                             | 062 |                 |
| augusztus 19. | Bohanek Miklós               | fotóriporter                                                                                                 | 062 |                 |
| augusztus 19. | Mirko Kovač                  | montenegrói szerb író                                                                                        | 074 |                 |
| augusztus 19. | Stephenie McMillan           | Oscar-díjas (1996) brit díszlettervező                                                                       | 071 |                 |
| augusztus 19. | Lee Thompson Young           | amerikai színész                                                                                             | 029 |                 |
| augusztus 18. | Gyarmati Dezső               | háromszoros olimpiai bajnok (1952, 1956, 1964) vízilabdázó, edző                                             | 085 |                 |
| augusztus 18. | José Luis Montes             | spanyol labdarúgó, edző                                                                                      | 057 |                 |
| augusztus 18. | Viczián János                | bibliográfus, könyvtáros, lexikográfus                                                                       | 073 |                 |
| augusztus 17. | Florin Cioabă                | a romák „nemzetközi királya”                                                                                 | 058 |                 |
| augusztus 17. | Devin Gray                   | amerikai kosárlabdázó (Sacramento Kings, San Antonio Spurs, Houston Rockets)                                 | 041 |                 |
| augusztus 16. | Rudolf Grohotolsky           | osztrák politikus (ÖVP)                                                                                      | 091 |                 |
| augusztus 15. | Rosalía Mera                 | spanyol üzletasszony (Inditex, Zara)                                                                         | 069 |                 |
| augusztus 15. | Sławomir Mrożek              | lengyel író                                                                                                  | 083 |                 |
| augusztus 15. | August Schellenberg          | mohikán származású kanadai színész (Szabadítsátok ki Willyt!)                                                | 077 |                 |
| augusztus 14. | Fogarassy Miklós             | könyvtáros, irodalomtörténész, író, kritikus                                                                 | 074 |                 |
| augusztus 14. | Lisa Robin Kelly             | amerikai színésznő (Azok a 70-es évek - show)                                                                | 043 |                 |
| augusztus 14. | Keresztes Sándor             | politikus, a KDNP elnöke (1989–1990), országgyűlési képviselő (1990–1998), a Demokrata Néppárt alapító tagja | 094 |                 |
| augusztus 14. | Allen Lanier                 | amerikai billentyűs, gitáros (Blue Öyster Cult)                                                              | 067 |                 |
| augusztus 14. | Márkus Gábor                 | sportvezető, a Magyar Triatlon Szövetség alelnöke                                                            | 064 |                 |
| augusztus 13. | Anatolij Albul               | olimpiai bronzérmes (1960) szovjet-orosz birkózó                                                             | 077 |                 |
| augusztus 13. | Ármás János                  | újságíró, szerkesztő                                                                                         | 049 |                 |
| augusztus 13. | Lothar Bisky                 | német politikus, a PDS elnöke, a Baloldali Párt társelnöke                                                   | 071 |                 |
| augusztus 13. | Jon Brookes                  | brit dobos (The Charlatans)                                                                                  | 044 |                 |
| augusztus 13. | Laurence Kaapama             | namíbiai labdarúgó                                                                                           | 029 |                 |
| augusztus 13. | Alfonso Lara                 | válogatott chilei labdarúgó                                                                                  | 067 |                 |
| augusztus 13. | Mariano Medina               | spanyol nemzetközi labdarúgó-játékvezető                                                                     | 080 |                 |
| augusztus 13. | Sipos Edit                   | világ- (1994) és Európa-bajnok (2001) vízilabdázó                                                            | 038 |                 |
| augusztus 13. | Jean Vincent                 | világbajnoki bronzérmes (1958) francia labdarúgó, edző                                                       | 082 |                 |
| augusztus 12. | Friso holland királyi herceg | holland királyi herceg                                                                                       | 044 |                 |
| augusztus 12. | Tóth Vilmos                  | a Solaris és az Első Emelet dobosa                                                                           | 054 |                 |
| augusztus 12. | Vukán György                 | Kossuth- és Erkel Ferenc-díjas zongorista, zeneszerző, szakíró, fogorvos                                     | 071 |                 |
| augusztus 12. | Spas Wenkoff                 | bolgár származású osztrák operaénekes (tenor)                                                                | 084 |                 |
| augusztus 11. | Temes Judit                  | olimpiai bajnok (1952) úszó                                                                                  | 082 |                 |
| augusztus 10. | Phil Baheux                  | belga heavy metal zenész, dobos                                                                              | 045 |                 |
| augusztus 10. | Bednai Nándor                | Balázs Béla-díjas rendező                                                                                    | 080 |                 |
| augusztus 10. | Csatáry László               | a Magyar Királyi Rendőrség századosa, a kassai gettó parancsnoka (1944)                                      | 098 |                 |
| augusztus 10. | Eydie Gormé                  | amerikai énekesnő, színésznő                                                                                 | 084 |                 |
| augusztus 9.  | Regina Resnik                | amerikai operaénekes (mezzoszoprán)                                                                          | 090 |                 |
| augusztus 9.  | Vlagyimir Vikulov            | kétszeres olimpiai bajnok (1968, 1972) szovjet-orosz jégkorongozó                                            | 067 |                 |
| augusztus 8.  | Barsi Ernő                   | néprajzkutató, hegedűművész, főiskolai tanár                                                                 | 093 |                 |
| augusztus 8.  | Karen Black                  | amerikai színésznő (Öt könnyű darab, A nagy Gatsby)                                                          | 074 |                 |
| augusztus 7.  | Olekszandr Jahubkin          | világbajnok (1982) szovjet-ukrán amatőr ökölvívó                                                             | 052 |                 |
| augusztus 6.  | Dino Ballacci                | olasz labdarúgó, edző                                                                                        | 089 |                 |
| augusztus 5.  | Berényi Sándor               | jogász, az ELTE ÁJK államigazgatási tanszékének emeritus professzora                                         | 084 |                 |
| augusztus 5.  | George Duke                  | amerikai jazz zongorista, énekes, a fúziós jazz kiemelkedő alakja                                            | 067 |                 |
| augusztus 5.  | Fried Ervin                  | matematikus                                                                                                  | 083 |                 |
| augusztus 4.  | Wilf Carter                  | brit labdarúgó (Plymouth Argyle FC)                                                                          | 079 |                 |
| augusztus 4.  | Art Donovan                  | amerikai amerikaifutball-játékos (Baltimore Colts)                                                           | 088 |                 |
| augusztus 4.  | Bill Hoskyns                 | világbajnok és olimpiai ezüstérmes (1960 és 1964) angol vívó                                                 | 082 |                 |
| augusztus 4.  | Sandy Woodward               | brit katonatiszt, a Brit Királyi Haditengerészet parancsnoka a falklandi háborúban                           | 081 |                 |
| augusztus 3.  | Joy Onaolapo                 | nigériai súlyemelő, paralimpikon                                                                             | 030 |                 |
| augusztus 3.  | Dutch Savage                 | amerikai pankrátor                                                                                           | 078 | [ halott link ] |
| augusztus 3.  | Zalán Magda                  | újságíró, író, műfordító                                                                                     | 078 |                 |
| augusztus 2.  | Jozef Adamovič               | szlovák színész (Vivát, Benyovszky!)                                                                         | 074 |                 |
| augusztus 2.  | George Hauptfuhrer           | amerikai ügyvéd, kosárlabdázó                                                                                | 087 |                 |
| augusztus 2.  | Alla Kusnyir                 | szovjet-izraeli női sakkozó; később archeológus, numizmatikus                                                | 071 |                 |
| augusztus 1.  | Babe Martin                  | amerikai baseballjátékos (St. Louis Browns)                                                                  | 093 |                 |
| augusztus 1.  | Wilford White                | amerikai amerikaifutball-játékos (Chicago Bears)                                                             | 084 |                 |

## Július
| Dátum            | Név                        | Foglalkozás / tisztség                                                                       | Kor | Forrás          |
| ---------------- | -------------------------- | -------------------------------------------------------------------------------------------- | --- | --------------- |
| július 31.       | Ács György                 | magyar-amerikai biokémikus, molekuláris biológus, a Magyar Tudományos Akadémia külső tagja   | 089 |                 |
| július 31.       | Michael Ansara             | szíriai születésű amerikai színész (Star Trek, Batman)                                       | 091 |                 |
| július 31.       | Michel Donnet              | brit születésű belga katonatiszt, a Brit Királyi Légierő parancsnoka a II. világháború alatt | 096 |                 |
| július 31.       | John Graves                | amerikai író                                                                                 | 092 |                 |
| július 31.       | Oliver Simon               | német énekes                                                                                 | 056 |                 |
| július 30.       | Harry F. Byrd              | amerikai politikus, szenátor (Virginia, 1965–1983)                                           | 098 |                 |
| július 30.       | Sir Reginald Harland       | brit pilóta, a Brit Királyi Légierő parancsnoka                                              | 093 |                 |
| július 30.       | Antoni Ramallets           | spanyol-katalán labdarúgó, edző                                                              | 089 |                 |
| július 30.       | Ossie Schectman            | amerikai kosárlabdázó (New York Knicks)                                                      | 094 |                 |
| július 30.       | Harry Smith                | amerikai amerikaifutball-játékos (Detroit Lions), edző                                       | 094 |                 |
| július 29.       | Christian Benítez          | válogatott ecuadori labdarúgó                                                                | 027 |                 |
| július 29.       | Gulyás Sándor              | labdarúgó (Csepel, Kaposvári Rákóczi, DVTK)                                                  | 064 |                 |
| július 28.       | Eileen Brennan             | amerikai Golden Globe- és Emmy-díjas színésznő                                               | 080 |                 |
| július 28.       | Toi Júgacu                 | japán utazási író, forgatókönyvíró                                                           | 064 |                 |
| július 28.       | Ersilio Tonini             | olasz főpap, érsek, püspök                                                                   | 099 |                 |
| július 27.       | Anton Rákay                | szlovák író, orvos                                                                           | 088 |                 |
| július 27.       | Fernando Alonso Rayneri    | kubai táncművész, koreográfus, a kubai balettiskola alapítója                                | 098 |                 |
| július 27.       | Santiago Santamaría        | válogatott argentin labdarúgó                                                                | 060 |                 |
| július 26.       | Bodó Sándor                | festő-, szobrász- és éremművész                                                              | 093 |                 |
| július 26.       | JJ Cale                    | amerikai Grammy-díjas zeneszerző, rockzenész                                                 | 074 |                 |
| július 26.       | Duka-Zólyomi Árpád         | szlovákiai magyar fizikus, politikus                                                         | 072 |                 |
| július 26.       | Szong Dzsegi               | dél-koreai emberi jogi aktivista                                                             | 045 |                 |
| július 25.       | Walter De Maria            | amerikai szobrász                                                                            | 077 |                 |
| július 25.       | Barnaby Jack               | új-zélandi hacker, programozó                                                                | 035 |                 |
| július 25.       | Bernadette Lafont          | francia színésznő                                                                            | 074 |                 |
| július 24.       | Virginia Johnson           | amerikai szexológus, pszichológus                                                            | 088 |                 |
| július 24.       | Király József              | Kossuth-, Munkácsy- és Ybl-díjas belsőépítész                                                | 082 |                 |
| július 24.       | Níkosz Mamangákisz         | görög zeneszerző                                                                             | 084 |                 |
| július 24.       | Nádai Béla                 | fizikus, természetvédő, cserkészvezető                                                       | 078 |                 |
| július 23.       | Emile Griffith             | világbajnok amerikai Virgin-szigeteki ökölvívó                                               | 075 |                 |
| július 23.       | Molnár Károly              | Széchenyi-díjas gépészmérnök, egyetemi tanár, tárca nélküli miniszter (2008–2009)            | 069 |                 |
| július 23.       | Mike Morwood               | ausztrál régész, a Homo floresiensis maradványait megtaláló kutatócsoport vezetője           | 062 |                 |
| július 23.       | Djalma Santos              | kétszeres világbajnok (1958, 1962) brazil labdarúgó                                          | 084 |                 |
| július 23.       | Arturo Yamasaki            | részben japán származású perui, majd mexikói nemzetközi labdarúgó-játékvezető                | 084 |                 |
| július 22.       | Dennis Farina              | amerikai színész                                                                             | 069 |                 |
| július 22.       | Zempléni Kornél            | zongoraművész, tanár                                                                         | 090 |                 |
| július 21.       | Andrea Antonelli           | olasz superbike motorversenyző                                                               | 025 |                 |
| július 21.       | Det de Beus                | olimpiai arany- (1984) és bronzérmes (1988) holland gyeplabdázónő                            | 055 |                 |
| július 20.       | André Grobéty              | svájci labdarúgó                                                                             | 080 |                 |
| július 20.       | Anatolij Ivanov            | szovjet nemzetközi labdarúgó-játékvezető                                                     | 085 |                 |
| július 20.       | Helen Thomas               | amerikai újságíró                                                                            | 092 |                 |
| július 19.       | Nagy Ferenc                | Liszt Ferenc-díjas karmester                                                                 | 078 |                 |
| július 19.       | Mel Smith                  | brit komikus, író, színész, filmrendező                                                      | 060 |                 |
| július 19.       | Bert Trautmann             | német labdarúgó (Manchester City FC)                                                         | 089 |                 |
| július 18.       | Peter Appleyard            | brit származású kanadai dzsesszzenész, zeneszerző                                            | 084 |                 |
| július 18.       | Halmos Béla                | Széchenyi-díjas népzenekutató, előadóművész                                                  | 067 |                 |
| július 18.       | Carline Ray                | amerikai énekesnő                                                                            | 088 |                 |
| július 18. előtt | Ferenczi Jenő              | vajdasági magyar színész                                                                     | 082 |                 |
| július 17.       | Bartl József               | Munkácsy Mihály-díjas festő                                                                  | 080 |                 |
| július 17.       | Vincenzo Cerami            | olasz író, forgatókönyvíró (Az élet szép)                                                    | 072 |                 |
| július 17.       | Luis Ubiña                 | válogatott uruguayi labdarúgó                                                                | 073 |                 |
| július 16.       | Aihara Nobujuki            | kétszeres olimpiai bajnok (1960) japán tornász                                               | 078 | [ halott link ] |
| július 16.       | Batári Gyula               | művelődéstörténész                                                                           | 081 | ?               |
| július 16.       | Todd Bennett               | olimpiai ezüstérmes (1984) brit futó                                                         | 051 |                 |
| július 16.       | Torbjørn Falkanger         | olimpiai ezüstérmes (1952) norvég síugró                                                     | 085 |                 |
| július 16.       | Horváth Sándor Péter       | vállalkozó, szórakozóhely-üzemeltető                                                         | 032 |                 |
| július 15.       | Barabási László            | romániai magyar író, történész                                                               | 070 |                 |
| július 14.       | Matt Batts                 | amerikai baseballjátékos (Boston Red Sox, Detroit Tigers)                                    | 091 | [ halott link ] |
| július 13.       | Ingeburg Lange             | német politikus                                                                              | 085 |                 |
| július 13.       | Cory Monteith              | kanadai színész (Glee – Sztárok leszünk!)                                                    | 031 |                 |
| július 13.       | Olvasztó Imre              | gyerekszínész (Indul a bakterház)                                                            | 046 |                 |
| július 12.       | Pran                       | indiai színész                                                                               | 093 |                 |
| július 12.       | Kovács János               | ütőhangszeres művész, zenetanár, karmester                                                   | 060 |                 |
| július 12. előtt | Paul Bhattacharjee         | indiai származású brit színész, sorozatszínész (Casino Royale, EastEnders, Keleti nyugalom)  | 053 |                 |
| július 11.       | Leonardo Ferrel            | válogatott bolíviai labdarúgó                                                                | 090 |                 |
| július 11.       | Szekér Endre               | tanár, irodalomtörténész, szerkesztő (Forrás)                                                | 078 | [ halott link ] |
| július 10.       | Balipap Ferenc             | szociológus, népművelő, költő                                                                | 064 |                 |
| július 9.        | Markus Büchel              | liechtensteini jogász és politikus, miniszterelnök (1993)                                    | 054 |                 |
| július 9.        | Andrzej Czyżniewski        | lengyel labdarúgó                                                                            | 059 |                 |
| július 9.        | Margócsy József            | irodalomtörténész, egyetemi tanár                                                            | 094 |                 |
| július 8.        | Claudiney Ramos            | brazil származású egyenlítői-guineai labdarúgó                                               | 033 |                 |
| július 7.        | Buda Béla                  | orvos, pszichiáter                                                                           | 074 |                 |
| július 7.        | Duschanek János            | festő- és grafikusművész, tanár                                                              | 065 |                 |
| július 6.        | Tótisz András              | író, műfordító                                                                               | 063 |                 |
| július 5.        | David Cargo                | amerikai politikus, Új-Mexikó kormányzója (1967–1971)                                        | 084 |                 |
| július 5.        | Billy Cross                | amerikai amerikaifutball-játékos (Chicago Cardinals)                                         | 084 |                 |
| július 5.        | Paul Raabe                 | német irodalomtudós, könyvtáros                                                              | 086 |                 |
| július 4.        | Bobory Béla                | labdarúgó (Videoton)                                                                         | 070 |                 |
| július 4.        | Jack Crompton              | angol labdarúgó, edző                                                                        | 091 |                 |
| július 4.        | Bernie Nolan               | ír énekes (The Nolans), színésznő                                                            | 052 |                 |
| július 3.        | Claude Arabo               | olimpiai ezüstérmes (1964) francia vívó                                                      | 075 |                 |
| július 3.        | Sidó Zoltán                | szlovákiai magyar tanár, politikus, festő                                                    | 074 |                 |
| július 3.        | Radu Vasile                | román miniszterelnök (1998–1999)                                                             | 070 |                 |
| július 2.        | Douglas Engelbart          | amerikai mérnök, a számítógépes egér feltalálója                                             | 088 |                 |
| július 2.        | Fauzija egyiptomi hercegnő | egyiptomi királyi hercegnő, Irán királynéja (1939–1948)                                      | 091 |                 |
| július 2.        | Hepp Ferenc                | sportorvos, a magyar női kosárlabda-válogatott orvosa                                        | 067 |                 |
| július 1.        | Dumitru Dediu              | román pilóta, űrhajós                                                                        | 071 |                 |
| július 1.        | Dobos Kálmán               | Erkel Ferenc-díjas zeneszerző, zongoraművész, a Magyar Rádió szerkesztője                    | 081 |                 |
| július 1.        | Görömbei András            | Kossuth-díjas irodalomtörténész, kritikus, egyetemi tanár, az MTA tagja                      | 068 |                 |
| július 1.        | Ján Zlocha                 | csehszlovák válogatott szlovák labdarúgó                                                     | 071 |                 |

## Június
| Dátum              | Név                              | Foglalkozás / tisztség                                                             | Kor | Forrás          |
| ------------------ | -------------------------------- | ---------------------------------------------------------------------------------- | --- | --------------- |
| június 30.         | Roger Kahane                     | francia rendező, forgatókönyvíró                                                   | 080 |                 |
| június 30.         | Andrea Mame                      | olasz autóversenyző és vállalkozó                                                  | 041 |                 |
| június 30.         | Thompson Oliha                   | válogatott nigériai labdarúgó                                                      | 044 |                 |
| június 30.         | Ruttkai Iván                     | grafikus, színész, olimpiai 10. helyezett (1948) gyorskorcsolyázó                  | 087 |                 |
| június 30.         | Luc Van Hoywegen                 | belga labdarúgó                                                                    | 084 |                 |
| június 29.         | Bagaméri Béla                    | erdélyi magyar barlangkutató, természetjáró, gépészmérnök                          | 090 |                 |
| június 29.         | Peter Fitzgerald                 | válogatott ír labdarúgó                                                            | 076 |                 |
| június 29.         | Sarah Guyard-Guillot             | francia artista (Cirque du Soleil)                                                 | 031 |                 |
| június 29.         | Margherita Hack                  | olasz asztrofizikus                                                                | 091 |                 |
| június 29.         | Jim Kelly                        | amerikai színész, harcművész (A sárkány közbelép)                                  | 067 |                 |
| június 29.         | Nakamura Rjútaró                 | japán animációsfilm-rendező (Serial Experiments Lain)                              | 058 |                 |
| június 29.         | Paul Smith                       | amerikai dzsesszzongorista                                                         | 091 |                 |
| június 28.         | Katona Tamás                     | történész, tanár, író, műfordító, országgyűlési képviselő                          | 081 |                 |
| június 28.         | Jacques Planchard                | belga politikus, Luxembourg (Belgium) kormányzója (1976–1996)                      | 084 |                 |
| június 28.         | Silvi Vrait                      | észt énekes                                                                        | 062 |                 |
| június 27.         | Stefano Borgonovo                | válogatott olasz labdarúgó                                                         | 049 |                 |
| június 27.         | Josef Geryk                      | cseh labdarúgó (Spartak Trnava)                                                    | 070 |                 |
| június 27.         | Alain Mimoun                     | olimpiai bajnok (1956) francia hosszútávfutó                                       | 092 |                 |
| június 26.         | Ambrózy Pál                      | meteorológus, a Magyar Meteorológiai Társaság elnöke                               | 080 |                 |
| június 26.         | Hervé Boussard                   | olimpiai bronzérmes (1992) francia kerékpárversenyző                               | 047 |                 |
| június 26.         | John Gergely                     | magyar származású amerikai biokémikus, az MTA tiszteleti tagja                     | 094 |                 |
| június 26.         | Antonio Jasso                    | válogatott mexikói labdarúgó                                                       | 078 | [ halott link ] |
| június 26.         | Nilton Pacheco                   | olimpiai bronzérmes (1948) brazil kosárlabdázó                                     | 092 |                 |
| június 26.         | Marc Rich                        | amerikai-izraeli milliárdos üzletember                                             | 078 |                 |
| június 26.         | Bert Rich                        | amerikai fotográfus                                                                | 083 |                 |
| június 25.         | Mark Fisher                      | brit díszlettervező, rendezvényszervező                                            | 066 |                 |
| június 25.         | Catherine Gibson                 | olimpiai bronzérmes (1948) skót úszó                                               | 079 |                 |
| június 25.         | Marsall László                   | Kossuth-díjas költő                                                                | 079 |                 |
| június 24.         | Mick Aston                       | angol régész (Time Team – Az időutazó csapat)                                      | 066 |                 |
| június 24.         | Emilio Colombo                   | olasz politikus, miniszterelnök (1970–1972)                                        | 093 |                 |
| június 24.         | Mauro Francaviglia               | olasz matematikus                                                                  | 060 |                 |
| június 24.         | William Hathaway                 | amerikai politikus, szenátor (Maine, 1973–1979)                                    | 089 |                 |
| június 24.         | Kobold Károly                    | atlétika edző                                                                      | 089 | [ halott link ] |
| június 24.         | James Martin                     | brit üzletember, informatikus, szakíró                                             | 079 |                 |
| június 24.         | Rafi Lajos                       | erdélyi cigány költő                                                               | 042 |                 |
| június 24.         | Vasile Tiță                      | olimpiai ezüstérmes (1952) román ökölvívó                                          | 085 |                 |
| június 24. (k. n.) | Erdélyi György                   | atléta, gerelyhajító, edző                                                         | 065 |                 |
| június 23.         | Arnold Mihály                    | a NAV elnökhelyettese, a vámosok országos parancsnoka                              | 067 |                 |
| június 23.         | Bajusz Rezső                     | közgazdász, közlekedésügyi szakpolitikus                                           | 087 |                 |
| június 23.         | Bobby Bland                      | amerikai blues és soul énekes                                                      | 083 |                 |
| június 23.         | Kurt Leichtweiss                 | német matematikus                                                                  | 086 |                 |
| június 23.         | Little Willie Littlefield        | amerikai zongorista, énekes                                                        | 081 |                 |
| június 23.         | Richard Matheson                 | amerikai író, forgatókönyvíró                                                      | 087 |                 |
| június 23.         | Darryl Read                      | brit zenész, költő, színész                                                        | 061 |                 |
| június 23.         | Sharon Stouder                   | háromszoros olimpiai bajnok (1964) amerikai úszó                                   | 064 |                 |
| június 22.         | Gary David Goldberg              | amerikai forgatókönyvíró, producer (Kerge város, Kutyátlanok kíméljenek)           | 068 |                 |
| június 22.         | Henning Larsen                   | dán építész                                                                        | 087 |                 |
| június 22.         | Kautzky Ervin                    | színész                                                                            | 082 |                 |
| június 22.         | Lohinszky Loránd                 | színész, egyetemi tanár                                                            | 088 |                 |
| június 22.         | Deric Longden                    | brit író, forgatókönyvíró                                                          | 077 |                 |
| június 22.         | Allan Simonsen                   | dán autóversenyző                                                                  | 034 |                 |
| június 22.         | Javier Tomeo                     | spanyol író                                                                        | 080 |                 |
| június 21.         | Margret Göbl                     | világbajnoki bronz-, Európa-bajnoki ezüstérmes német műkorcsolyázó                 | 074 |                 |
| június 21.         | Kiss Dénes                       | József Attila-díjas költő, író, műfordító                                          | 077 |                 |
| június 21.         | Alen Pamić                       | horvát labdarúgó (NK Istra 1961)                                                   | 023 |                 |
| június 21.         | Ugrin Gábor                      | karnagy, énektanár                                                                 | 081 |                 |
| június 20.         | Ingvar Rydell                    | olimpiai bronzérmes (1952) svéd labdarúgó                                          | 091 |                 |
| június 20.         | Günter Seibold                   | német labdarúgó                                                                    | 076 |                 |
| június 20.         | Jeffrey Smart                    | ausztrál festő                                                                     | 091 |                 |
| június 20.         | Vu Cseng-ji                      | kínai botanikus                                                                    | 097 |                 |
| június 20. előtt   | Fekete András                    | színész                                                                            | 082 |                 |
| június 19.         | James Gandolfini                 | amerikai színész                                                                   | 051 |                 |
| június 19.         | Horn Gyula                       | politikus, közgazdász, miniszterelnök (1994–1998)                                  | 080 |                 |
| június 19.         | Alexandru Mușina                 | román költő, író                                                                   | 058 |                 |
| június 19.         | Miguel Morayta                   | spanyol születésű mexikói filmrendező                                              | 105 |                 |
| június 19.         | Ólafur Rafnsson                  | izlandi sportvezető, a Nemzetközi Kosárlabda Szövetség elnöke                      | 050 |                 |
| június 19.         | Alfons Schilling                 | svájci festőművész                                                                 | 079 |                 |
| június 19.         | Kim Thompson                     | amerikai képregényszerkesztő, fordító, kiadó                                       | 056 |                 |
| június 19.         | Filip Topol                      | cseh zenész, dalszerző                                                             | 048 |                 |
| június 19.         | Slim Whitman                     | amerikai country énekes, dalszerző                                                 | 090 |                 |
| június 18.         | Michael Hastings                 | amerikai újságíró (Rolling Stone, Newsweek, BuzzFeed)                              | 033 |                 |
| június 17.         | Jim Goddard                      | angol rendező                                                                      | 077 |                 |
| június 17.         | Werner Lang                      | A Trabant gyár főkonstruktőre                                                      | 091 |                 |
| június 17.         | Rácz Gábor                       | erdélyi magyar gyógyszerész                                                        | 085 |                 |
| június 17.         | Geoff Strong                     | angol labdarúgó (Liverpool FC)                                                     | 075 |                 |
| június 16.         | Hans Hass                        | osztrák tengerkutató, zoológus, mélytengeri búvár                                  | 094 |                 |
| június 16.         | Kozár Ferenc                     | rovarkutató, agrármérnök                                                           | 070 |                 |
| június 16.         | Josip Kuže                       | horvát labdarúgó, edző (Dinamo Zagreb)                                             | 060 |                 |
| június 16.         | Maurice Nadeau                   | francia író, szerkesztő                                                            | 102 |                 |
| június 16.         | Ottmar Walter                    | világbajnok (1954) német labdarúgó                                                 | 089 |                 |
| június 15.         | Bednay Dezső                     | képző- és iparművész, műgyűjtő                                                     | 090 |                 |
| június 15.         | Tatiana Belinky                  | oroszországi zsidó származású brazil író, irodalomkritikus, újságíró és gyermekíró | 094 |                 |
| június 15.         | Heinz Flohe                      | világbajnok (1974) német labdarúgó (1. FC Köln)                                    | 065 |                 |
| június 15.         | José Froilán González            | argentin autóversenyző                                                             | 090 |                 |
| június 15.         | Jelena Viktorovna Ivascsenko     | négyszeres Európa-bajnok orosz cselgáncsozó                                        | 028 |                 |
| június 15.         | Soros Pál                        | magyar származású amerikai gépészmérnök                                            | 087 |                 |
| június 15.         | Kenneth G. Wilson                | Nobel-díjas amerikai fizikus                                                       | 077 |                 |
| június 14.         | Al Green                         | amerikai pankrátor                                                                 | 057 |                 |
| június 14.         | Mádl Antal                       | irodalomtörténész, germanista, egyetemi tanár                                      | 083 |                 |
| június 14.         | Gene Mako (Makó Jenő)            | magyar származású amerikai teniszező                                               | 097 |                 |
| június 14.         | Rózsahegyi István                | belgyógyász, egyetemi tanár                                                        | 103 |                 |
| június 13.         | Tadeusz Zbigniew Dworak          | lengyel egyetemi docens, csillagász, tudományos-fantasztikus író                   | 070 |                 |
| június 13.         | Mohammed el-Hilajvi              | válogatott szaúdi labdarúgó                                                        | 041 |                 |
| június 13.         | Szucsán András                   | Mikola Sándor-díjas fizikatanár                                                    | 078 |                 |
| június 12.         | Laslo Babits                     | kanadai gerelyhajító olimpikon                                                     | 055 |                 |
| június 12.         | Gonda Anna                       | magyar származású osztrák opera-énekesnő (alt)                                     | 066 |                 |
| június 12.         | Kimura Dzsiróemon                | japán korrekorder, halála előtt a világ legidősebb élő embere                      | 116 |                 |
| június 12.         | Jason Leffler                    | amerikai NASCAR autóversenyző                                                      | 037 |                 |
| június 11.         | Bakallár József                  | festőművész                                                                        | 073 |                 |
| június 11.         | Robert Fogel                     | Nobel-díjas amerikai közgazdász                                                    | 085 |                 |
| június 11.         | Andréasz Kilingarídisz           | orosz származású görög kenus                                                       | 036 |                 |
| június 10.         | Petrus Kastenman                 | olimpiai bajnok (1956) svéd lovas                                                  | 088 |                 |
| június 10.         | Louis-Paul M’Fédé                | kameruni labdarúgó                                                                 | 052 |                 |
| június 10.         | Enrique Orizaola                 | spanyol labdarúgó                                                                  | 091 |                 |
| június 9.          | Iain Banks                       | skót író                                                                           | 059 |                 |
| június 9.          | Bruno Bartoletti                 | olasz karmester                                                                    | 086 |                 |
| június 9.          | Csongor Rózsa                    | író, könyvtárigazgató                                                              | 092 |                 |
| június 9.          | Franz Halberg                    | román származású amerikai biológus                                                 | 093 |                 |
| június 9.          | Walter Jens                      | német filológus, irodalomtörténész, kritikus, író                                  | 090 |                 |
| június 9.          | Csecsen-Ool Alekszejevics Mongus | olimpiai negyedik helyezett (1996) orosz birkózó                                   | 041 |                 |
| június 9.          | Elías Querejeta                  | spanyol filmproducer                                                               | 078 |                 |
| június 9.          | Zdeněk Rotrekl                   | cseh költő                                                                         | 092 |                 |
| június 9.          | Edward Stevens                   | olimpiai bajnok (1952) amerikai evezős                                             | 080 |                 |
| június 8.          | Ihász-Kovács Éva                 | költő, író, esztéta                                                                | 083 |                 |
| június 8.          | Yoram Kaniuk                     | izraeli író, festő, újságíró, színikritikus                                        | 083 |                 |
| június 8.          | Willi Sitte                      | német festő                                                                        | 092 |                 |
| június 8.          | Tüzes Bálint                     | erdélyi magyar tanár, újságíró, költő                                              | 061 |                 |
| június 7.          | Donna Hartley                    | olimpiai bronzérmes (1980) angol rövidtávfutó                                      | 058 |                 |
| június 7.          | Pierre Mauroy                    | francia politikus, miniszterelnök (1981–1984)                                      | 084 |                 |
| június 7.          | Richard Ramirez                  | amerikai sorozatgyilkos                                                            | 053 |                 |
| június 7. előtt    | Divéky Zsuzsa                    | opera-énekesnő (alt)                                                               | 087 |                 |
| június 6.          | Jerome Karle                     | Nobel-díjas amerikai kémikus, krisztallográfus                                     | 094 |                 |
| június 6.          | Tom Sharpe                       | angol szatirikus író                                                               | 085 |                 |
| június 6.          | Esther Williams                  | amerikai színésznő                                                                 | 091 |                 |
| június 5.          | Stanisław Nagy                   | magyar származású lengyel bíboros                                                  | 091 |                 |
| június 4.          | Walt Arfons                      | amerikai autóversenyző, szárazföldi sebességi világcsúcstartó                      | 096 |                 |
| június 4.          | Joey Covington                   | amerikai zenész, dobos (Jefferson Airplane, Hot Tuna)                              | 067 |                 |
| június 3.          | Jiah Khan                        | amerikai születésű indiai színésznő (Gadzsini)                                     | 025 |                 |
| június 3.          | Frank Lautenberg                 | amerikai politikus, szenátor (New Jersey, 1982–2001 és 2003-2013)                  | 089 |                 |
| június 3.          | Enrique Lizalde                  | mexikói színész (Esmeralda)                                                        | 076 |                 |
| június 2.          | Morell Mihály                    | festő, szobrász, vágó                                                              | 101 |                 |
| június 1.          | Ember István                     | orvos, egyetemi tanár, az MTA doktora                                              | 060 |                 |
| június 1.          | Jelena Genčić                    | jugoszláv-szerb kézilabdázó, teniszező, teniszedző                                 | 076 |                 |
| június 1.          | Bernard Schreier                 | a Danubius Hotels szállodacsoport elnöke és tulajdonosa                            | 095 |                 |

## Május
| Dátum                   | Név                                | Foglalkozás / tisztség                                                               | Kor | Forrás          |
| ----------------------- | ---------------------------------- | ------------------------------------------------------------------------------------ | --- | --------------- |
| május 31.               | Jean Stapleton                     | amerikai színésznő                                                                   | 090 |                 |
| május 31.               | Vénig László                       | erdélyi magyar fotóművész                                                            | 082 | [ halott link ] |
| május 30.               | Szilágyi Péter                     | karnagy, iskolaigazgató, MSZP-s országgyűlési képviselő (1994–2002)                  | 059 |                 |
| május 29.               | Budai József                       | gyermekorvos, infektológus                                                           | 084 |                 |
| május 29.               | Mulgrew Miller                     | amerikai dzsesszzongorista                                                           | 057 |                 |
| május 29.               | Tóth-Tahi Máté                     | színművész                                                                           | 054 |                 |
| május 28.               | Eddi Arent                         | német színész                                                                        | 088 |                 |
| május 28.               | Viktor Georgijevics Kulikov        | szovjet marsall                                                                      | 091 |                 |
| május 27.               | Bárdy György                       | színművész                                                                           | 092 |                 |
| május 27.               | Bill Pertwee                       | brit színész (Csengetett, Mylord?)                                                   | 086 |                 |
| május 26.               | Juanjo Garra                       | spanyol hegymászó                                                                    | 050 |                 |
| május 26.               | Otto Muehl                         | osztrák képzőművész, aktivista                                                       | 087 |                 |
| május 25.               | Marshall Lytle                     | amerikai rock and roll zenész (Bill Haley & His Comets)                              | 079 |                 |
| május 24.               | Michel Crozier                     | francia szociológus                                                                  | 090 |                 |
| május 24.               | Harangozó Márta                    | újságíró, művészettörténész                                                          | 071 |                 |
| május 24.               | Jevgenyij Kicsanov                 | szovjet–orosz orientalista                                                           | 080 |                 |
| május 24.               | Rona Newton-John                   | brit születésű ausztrál modell színésznő                                             | 070 |                 |
| május 24.               | Antonio Puchades                   | spanyol labdarúgó (Valencia CF)                                                      | 087 |                 |
| május 24.               | Pjotr Todorovszkij                 | ukrán származású szovjet-orosz filmrendező, forgatókönyvíró, operatőr                | 087 |                 |
| május 24. előtt         | Nagy József                        | történész                                                                            | 084 | [ halott link ] |
| május 23.               | Georges Moustaki                   | görög származású francia énekes, dalszerző                                           | 079 | [ halott link ] |
| május 22.               | Henri Dutilleux                    | francia zeneszerző                                                                   | 097 |                 |
| május 22.               | Brian Greenhoff                    | válogatott angol labdarúgó (Manchester United)                                       | 060 |                 |
| május 22.               | Wayne F. Miller                    | amerikai fotográfus                                                                  | 094 |                 |
| május 21.               | Yousef Alavi                       | iráni születésű amerikai matematikus                                                 | 085 |                 |
| május 21.               | Trevor Bolder                      | angol rockzenész (David Bowie, Uriah Heep)                                           | 062 |                 |
| május 21.               | Antoine Bourseiller                | francia színész, rendező, színház- és operaigazgató                                  | 082 |                 |
| május 21.               | Phil Buerstatte                    | amerikai heavy metal zenész, dobos (White Zombie)                                    | 044 |                 |
| május 21.               | Erőss Zsolt                        | hegymászó                                                                            | 045 |                 |
| május 21.               | Kiss Péter                         | hegymászó                                                                            | 026 |                 |
| május 21.               | Görcsös József                     | birkózó, mesteredző                                                                  | 066 |                 |
| május 21.               | Körmendi Ferenc                    | vajdasági magyar atomfizikus, országgyűlési képviselő                                | 073 |                 |
| május 21.               | Mátyás Irén                        | a Zsámbéki Színházi és Művészeti Bázis igazgatója                                    | 060 |                 |
| május 21.               | Dominique Venner                   | francia történész, újságíró, esszéíró                                                | 078 |                 |
| május 20.               | Guttman Mihály                     | romániai magyar zenetanár, karnagy, zenepedagógus                                    | 086 | [ halott link ] |
| május 20.               | Ray Manzarek                       | amerikai zenész (The Doors)                                                          | 074 |                 |
| május 19.               | Carlo Monni                        | olasz színész                                                                        | 069 |                 |
| május 19.               | Magyar József                      | olajmérnök                                                                           | 069 |                 |
| május 18.               | Helga Arendt                       | világbajnok (1989) német rövidtávfutó                                                | 049 |                 |
| május 18.               | Alekszej Balabanov                 | orosz filmrendező                                                                    | 054 |                 |
| május 18.               | Jo Benkow                          | norvég politikus, író                                                                | 088 |                 |
| május 18.               | Ernst Klee                         | német történész, író                                                                 | 071 |                 |
| május 18.               | Lothar Schmid                      | német sakknagymester                                                                 | 085 |                 |
| május 17.               | Philippe Gaumont                   | olimpiai bronzérmes (1992) francia országútikerékpár-versenyző                       | 040 |                 |
| május 17.               | Gyulay Zoltán                      | újságíró, szerkesztő                                                                 | 061 |                 |
| május 17.               | Károlyi Ákos                       | tollaslabdázó, edző, szakosztályvezető                                               | 039 |                 |
| május 17.               | Jorge Rafael Videla                | argentin tábornok, államfő (1976–1981)                                               | 087 |                 |
| május 16.               | Heinrich Rohrer                    | Nobel-díjas svájci fizikus                                                           | 079 |                 |
| május 16.               | Paul Shane                         | angol színész (Csengetett, Mylord?)                                                  | 072 |                 |
| május 16.               | Dick Trickle                       | amerikai autóversenyző                                                               | 071 |                 |
| május 15.               | Balogh László                      | közgazdász, egyetemi tanár, a Kaposvári Egyetem Gazdaságtudományi Karának dékánja    | 053 |                 |
| május 15.               | Gellért Kis Gábor                  | főiskolai tanár, újságíró, filmes, országgyűlési képviselő                           | 066 |                 |
| május 15.               | Artus de Penguern                  | francia színész, rendező                                                             | 056 |                 |
| május 15.               | Henrique Rosa                      | bissau-guineai politikus, államfő (2003–05)                                          | 067 |                 |
| május 14.               | Bánkúti Gábor                      | rádiós újságíró                                                                      | 080 |                 |
| május 14.               | Lubomír Zajíček                    | olimpiai bronzérmes (1968) csehszlovák válogatott cseh röplabdázó                    | 067 |                 |
| május 13. és 26. között | Ingrid Visser                      | Európa-bajnok (1995) holland röplabdázó, válogatottsági rekorder                     | 035 |                 |
| május 13.               | Hedda Bolgar                       | magyar származású amerikai pszichológus és pszichoanalitikus, Bolgár Elek lánya      | 103 |                 |
| május 13.               | Joyce Brothers                     | amerikai pszichológus                                                                | 085 |                 |
| május 13.               | Robin McKenzie                     | új-zélandi gyógytornász, a McKenzie-módszer (MDT) kidolgozója                        | 082 |                 |
| május 13.               | Vlagyimir Vaclavovics Romanovszkij | olimpiai bajnok (1976) szovjet-belarusz kenus                                        | 056 |                 |
| május 13.               | Kenneth Waltz                      | amerikai politikatudós                                                               | 088 |                 |
| május 12.               | Ágoston Judit                      | olimpiai bajnok (1964) tőrvívó, edző                                                 | 076 |                 |
| május 12.               | Samuel Aguilar                     | paraguayi labdarúgó                                                                  | 080 |                 |
| május 12.               | Toni Linhart                       | válogatott osztrák labdarúgó, amerikai-futballjátékos (Baltimore Colts)              | 070 |                 |
| május 12.               | Constantino Romero                 | spanyol színész, szinkronszínész, műsorvezető                                        | 065 |                 |
| május 11.               | Jack Butler                        | amerikai amerikaifutball-játékos (Pittsburgh Steelers)                               | 085 |                 |
| május 11.               | Emmanuelle Claret                  | világbajnok (1996) francia sílövő                                                    | 044 |                 |
| május 11.               | Joe Farman                         | brit geofizikus, az Antarktisz feletti ózonlyuk egyik felfedezője                    | 082 |                 |
| május 10.               | Vincent Dowling                    | ír színész, színházigazgató                                                          | 083 |                 |
| május 9.                | Antalffy Albert                    | operaénekes, énektanár                                                               | 089 | [ halott link ] |
| május 9.                | Ottavio Missoni                    | olasz divattervező, gátfutó olimpikon (1948)                                         | 092 |                 |
| május 9.                | Malcolm Lateef Shabazz             | amerikai emberjogi aktivista, Malcolm X unokája                                      | 028 |                 |
| május 9.                | Andrew Simpson                     | olimpiai bajnok (2008) brit vitorlázó                                                | 036 |                 |
| május 8.                | Bryan Forbes                       | brit filmrendező, forgatókönyvíró, producer, színész, író                            | 086 |                 |
| május 8.                | Mokos Gábor                        | válogatott kosárlabdázó (MAFC, Atomerőmű SE)                                         | 048 |                 |
| május 8.                | Peter Sehr                         | német filmrendező                                                                    | 061 |                 |
| május 8.                | Vermes Géza                        | magyar születésű brit vallástörténész                                                | 088 |                 |
| május 7.                | Ray Harryhausen                    | amerikai producer, visual effekt művész                                              | 092 |                 |
| május 7.                | Peter Rauhofer                     | Grammy-díjas osztrák lemezlovas és producer                                          | 048 |                 |
| május 7.                | Romanthony                         | amerikai lemezlovas, house producer, énekes                                          | 046 |                 |
| május 6.                | Giulio Andreotti                   | olasz politikus, miniszterelnök (1972–73, 1976–79, 1989–92)                          | 094 |                 |
| május 5.                | Alan Arnell                        | angol labdarúgó (Liverpool FC)                                                       | 079 |                 |
| május 5.                | Sarah Kirsch                       | német költő                                                                          | 078 |                 |
| május 4.                | Christian de Duve                  | Nobel-díjas belga biokémikus                                                         | 095 |                 |
| május 4.                | Nagy Viktor                        | író, forgatókönyvíró (Nyócker)                                                       | 039 |                 |
| május 4.                | Jacques Stockman                   | válogatott belga labdarúgó, edző                                                     | 074 |                 |
| május 3.                | Keith Carter                       | olimpiai ezüstérmes (1948) amerikai úszó                                             | 088 |                 |
| május 3.                | Czébán József Ferenc               | Alexiánus Testvérek Kongregációja magyarországi missziójának rendfőnöke és alapítója | 071 |                 |
| május 3.                | Deák Ferenc                        | grafikus, könyvművész                                                                | 077 |                 |
| május 3.                | Brad Drewett                       | ausztrál teniszező                                                                   | 054 |                 |
| május 3.                | Feszt László                       | erdélyi magyar képzőművész, főiskolai tanár                                          | 082 |                 |
| május 2.                | Jeff Hanneman                      | amerikai gitáros (Slayer)                                                            | 049 |                 |
| május 2.                | Nyirkos István                     | nyelvész                                                                             | 079 |                 |
| május 1.                | Bor József                         | rendező, színházigazgató                                                             | 073 |                 |
| május 1.                | Chris Kelly                        | amerikai rapper (Kris Kross)                                                         | 034 |                 |

## Április
| Dátum       | Név                                 | Foglalkozás / tisztség                                                                              | Kor | Forrás          |
| ----------- | ----------------------------------- | --------------------------------------------------------------------------------------------------- | --- | --------------- |
| április 30. | Deanna Durbin                       | kanadai énekesnő és színésznő                                                                       | 091 |                 |
| április 30. | Hargitai Károly                     | sportvezető, az FTC ügyvezető elnöke (1985–1990)                                                    | 083 |                 |
| április 30. | Karna Margit                        | vajdasági magyar színésznő                                                                          | 082 |                 |
| április 30. | Mózes Árpád                         | erdélyi magyar evangélikus püspök                                                                   | 082 |                 |
| április 30. | Rácz Sándor                         | politikus, az 1956-os forradalmi munkásmegmozdulások egyik vezéralakja                              | 080 |                 |
| április 29. | Kerekes Medárd                      | romániai magyar biokémiai szakíró                                                                   | 087 |                 |
| április 29. | Pethes Csaba                        | színész                                                                                             | 067 | [ halott link ] |
| április 29. | Marianna Zahariadi                  | görög származású ciprusi rúdugró                                                                    | 023 |                 |
| április 28. | Starker János                       | gordonkaművész                                                                                      | 088 |                 |
| április 27. | Anthony Byrne                       | olimpiai bronzérmes (1956) ír ökölvívó                                                              | 082 |                 |
| április 26. | Csepregi György                     | motorversenyző                                                                                      | 086 |                 |
| április 26. | George Jones                        | Grammy-díjas amerikai country énekes                                                                | 081 |                 |
| április 26. | Saszet Géza                         | erdélyi magyar filozófiai író, költő, dramaturg                                                     | 084 |                 |
| április 25. | Berencsi György                     | virológus, egyetemi tanár, az Országos Epidemiológiai Központ főosztályvezetője                     | 071 |                 |
| április 25. | Garay Attila                        | dzsessz-zongorista, zeneszerző, énekes                                                              | 081 |                 |
| április 24. | Alfred Bieler                       | olimpiai bronzérmes (1948) svájci jégkorongozó                                                      | 090 |                 |
| április 23. | Tony Grealish                       | angol labdarúgó (Leyton Orient FC)                                                                  | 056 |                 |
| április 23. | Mohammed Omár                       | afgán terrorista, politikus                                                                         | ~60 |                 |
| április 23. | Pacséri Kázmér                      | világbajnoki ezüstérmes magyar tőrvívó, edző, sportvezető                                           | 082 |                 |
| április 22. | Richie Havens                       | amerikai folkénekes, gitáros                                                                        | 072 |                 |
| április 22. | Wittich Tamás                       | közgazdász, az MSZOSZ elnöke, a Nemzeti Fogyasztóvédelmi Főfelügyelőség főigazgatója                | 064 | [ halott link ] |
| április 21. | Chrissy Amphlett                    | ausztrál énekesnő                                                                                   | 054 |                 |
| április 21. | Botos Ferenc                        | röplabdázó, edző                                                                                    | 064 |                 |
| április 21. | Leopold Engleitner                  | a legidősebb osztrák holokauszttúlélő                                                               | 107 |                 |
| április 21. | Kolossa István                      | úszó mesteredző, a magyar férfi vízilabda-válogatott erőnléti trénere                               | 078 |                 |
| április 21. | Sebők János                         | vezérőrnagy, országgyűlési képviselő (1985–1990, 1994–1998)                                         | 084 |                 |
| április 20. | Patrick Garland                     | angol rendező, producer, író, színész                                                               | 078 |                 |
| április 20. | Sebők János                         | rockzenei újságíró                                                                                  | 061 |                 |
| április 19. | Allan Arbus                         | amerikai színész, fényképész                                                                        | 095 |                 |
| április 19. | Július Béreš                        | szlovák régész                                                                                      | 073 |                 |
| április 19. | Tamerlan Carnajev                   | csecsen terrorista, a 2013-as bostoni robbantás gyanúsítottja (lelőtték)                            | 026 |                 |
| április 19. | Robert Holding                      | amerikai milliárdos üzletember (Sinclair Oil, Little America Hotels)                                | 086 |                 |
| április 19. | François Jacob                      | Nobel-díjas francia biológus                                                                        | 092 |                 |
| április 18. | Edelsheim-Gyulai Ilona              | Horthy István kormányzóhelyettes felesége                                                           | 095 |                 |
| április 18. | Storm Thorgerson                    | angol grafikus                                                                                      | 069 |                 |
| április 17. | Gary Biddles                        | brit énekes, a The Cure roadja és a Presence tagja                                                  | 053 |                 |
| április 17. | Gerino Gerini                       | olasz autóversenyző                                                                                 | 084 |                 |
| április 17. | Carlos Graça                        | São Tomé és Príncipe-i politikus, miniszterelnök (1994–1995)                                        | 081 |                 |
| április 17. | Stan Vickers                        | Európa-bajnok (1958) és olimpiai bronzérmes (1960) brit gyaloglóatléta                              | 080 |                 |
| április 16. | George Beverly Shea                 | Grammy-díjas kanadai származású amerikai gospelénekes                                               | 104 |                 |
| április 16. | Pedro Ramírez Vázquez               | mexikói építész                                                                                     | 094 |                 |
| április 15. | Bárdossy György                     | Széchenyi-díjas geológus, geokémikus, bauxitkutató                                                  | 087 |                 |
| április 15. | Boros Gyevi Imre                    | az ország legidősebb katolikus papja                                                                | 099 |                 |
| április 15. | Fejes László                        | labdarúgó                                                                                           | 089 |                 |
| április 15. | Teleki Ilona                        | grófnő, bankár                                                                                      | 073 |                 |
| április 14. | Colin Davis                         | brit karmester                                                                                      | 085 |                 |
| április 14. | Rentaro Mikuni                      | japán színész (A burmai hárfa)                                                                      | 090 |                 |
| április 14. | Alberto Valdés Ramos                | olimpiai bajnok (1948) mexikói díjugrató                                                            | 093 |                 |
| április 14. | Charlie Wilson                      | amerikai politikus, képviselő                                                                       | 070 |                 |
| április 13. | Chi Cheng                           | amerikai zenész, a Deftones együttes basszusgitárosa                                                | 042 |                 |
| április 13. | Gáspárné Dézsi Mária                | Európa-bajnoki bronzérmes kosárlabdázó                                                              | 050 |                 |
| április 13. | Gémes József                        | Balázs Béla-díjas rajzfilmtervező és -rendező                                                       | 073 |                 |
| április 13. | Hilmar Myhra                        | világbajnoki bronzérmes (1938) norvég síugró                                                        | 097 |                 |
| április 13. | Edwin G. Pulleyblank                | kanadai származású sinológus, a kínai történeti fonológia szaktekintélye                            | 090 |                 |
| április 13. | Szeidl Béla                         | csillagász, az MTA Csillagászati Kutatóintézete igazgatója                                          | 075 |                 |
| április 12. | Robert Byrne                        | amerikai sakknagymester                                                                             | 084 |                 |
| április 12. | Jozef Paulík                        | szlovák régész, történész, muzeológus                                                               | 082 |                 |
| április 12. | Szalai Annamária                    | politikus, újságíró, országgyűlési képviselő (1998–2004)                                            | 051 |                 |
| április 11. | Sárköziné Detvay Zsuzsanna          | táncművész, táncpedagógus                                                                           | 056 |                 |
| április 11. | Ram Karmi                           | izraeli építész                                                                                     | 082 |                 |
| április 11. | Hilary Koprowski                    | lengyel származású amerikai virológus, a járványos gyermekbénulás elleni első vakcina kifejlesztője | 096 |                 |
| április 11. | Bernard McGlinchey                  | ír üzletember, politikus, szenátor (1961–1981)                                                      | 080 |                 |
| április 11. | Maria Tallchief                     | amerikai táncművész                                                                                 | 088 |                 |
| április 11. | Clorindo Testa                      | olasz származású argentin építész                                                                   | 089 |                 |
| április 11. | Angela Voigt                        | olimpiai bajnok (1976) keletnémet atléta, távolugró                                                 | 061 |                 |
| április 11. | Jonathan Winters                    | amerikai komikus, színész                                                                           | 087 |                 |
| április 10. | Robert Geoffrey Edwards             | Nobel-díjas angol fiziológus                                                                        | 087 |                 |
| április 10. | Ahszarbek Hadzsimurzajevics Galazov | oszét tudós, politikus, Észak-Oszétia elnöke (1994–1998)                                            | 083 |                 |
| április 10. | Aleksandar Kozlina                  | olimpiai bajnok (1960) jugoszláv válogatott horvát labdarúgó                                        | 074 |                 |
| április 9.  | Emilio Pericoli                     | olasz énekes                                                                                        | 085 |                 |
| április 9.  | Paolo Soleri                        | olasz származású amerikai építész                                                                   | 093 |                 |
| április 9.  | Zao Wou-Ki                          | kínai származású francia festő                                                                      | 093 |                 |
| április 8.  | Annette Funicello                   | amerikai színésznő, énekesnő                                                                        | 070 |                 |
| április 8.  | Danie G. Krige                      | dél-afrikai bányamérnök, geostatisztikus, a krigelés módszerének atyja                              | 093 |                 |
| április 8.  | Sara Montiel                        | spanyol színésznő, énekesnő                                                                         | 085 |                 |
| április 8.  | Margaret Thatcher                   | brit konzervatív politikus, miniszterelnök (1979–1990)                                              | 087 |                 |
| április 8.  | Veszprémi Imre                      | Munkácsy-díjas szobrászművész                                                                       | 080 |                 |
| április 7.  | Király Tamás                        | divattervező                                                                                        | 060 |                 |
| április 7.  | Mickey Rose                         | amerikai forgatókönyvíró (Fogd a pénzt és fuss, Banánköztársaság)                                   | 077 |                 |
| április 7.  | Neil Smith                          | ausztrál basszusgitáros (AC/DC)                                                                     | 059 |                 |
| április 7.  | Vászolyi Erik                       | nyelvész                                                                                            | 080 |                 |
| április 6.  | Bigas Luna                          | spanyol rendező, forgatókönyvíró                                                                    | 067 |                 |
| április 6.  | Ivan Ruggeri                        | olasz klubelnök (Atalanta BC), vállalkozó                                                           | 068 |                 |
| április 6.  | Don Shirley                         | amerikai dzsesszzongorista                                                                          | 086 |                 |
| április 5.  | Regina Bianchi                      | olasz színésznő                                                                                     | 092 |                 |
| április 5.  | Nikólaosz Papász                    | görög haditengerészeti tiszt, az 1973-as zendülés vezetője                                          | 083 |                 |
| április 4.  | Roger Ebert                         | Pulitzer-díjas amerikai újságíró, filmkritikus, forgatókönyvíró                                     | 070 |                 |
| április 4.  | Tommy Tycho                         | magyar származású ausztrál zeneszerző, karmester                                                    | 084 |                 |
| április 3.  | Ruth Prawer Jhabvala                | német származású angol-amerikai Booker-díjas írónő, Oscar-díjas forgatókönyvíró                     | 085 |                 |
| április 2.  | Bartha Alfonz                       | Liszt Ferenc-díjas operaénekes                                                                      | 083 |                 |
| április 2.  | Chuck Fairbanks                     | amerikai amerikaifutball-edző (New England Patriots)                                                | 079 |                 |
| április 2.  | Jesús Franco                        | spanyol filmrendező                                                                                 | 082 |                 |
| április 2.  | Kulcsár Béla                        | gépészmérnök, egyetemi tanár, a Gépipari és Automatizálási Műszaki Főiskola főigazgatója            | 068 |                 |
| április 2.  | Milo O’Shea                         | ír színész                                                                                          | 086 |                 |
| április 1.  | Moses Blah                          | libériai politikus, elnök (2003)                                                                    | 065 |                 |
| április 1.  | Nicolae Martinescu                  | olimpiai bajnok (1972) román birkózó                                                                | 073 |                 |
| április 1.  | Barbara Piasecka Johnson            | lengyel születésű amerikai műgyűjtő                                                                 | 076 |                 |

## Március
| Dátum       | Név                                 | Foglalkozás / tisztség                                                                   | Kor | Forrás          |
| ----------- | ----------------------------------- | ---------------------------------------------------------------------------------------- | --- | --------------- |
| március 31. | Ronnie Ray Smith                    | olimpiai bajnok (1968) amerikai rövidtávfutó                                             | 064 |                 |
| március 31. | Kártyikné Benke Etka                | mozgásterapeuta, az Etka-jóga megalkotója                                                | 093 |                 |
| március 30. | Franco Califano                     | olasz énekes-dalszerző, zenész                                                           | 074 |                 |
| március 29. | Reid Flair                          | amerikai profi birkózó, Ric Flair fia                                                    | 025 |                 |
| március 29. | Reginald Gray                       | ír festő                                                                                 | 082 |                 |
| március 29. | Hont István                         | magyar származású brit politikai eszmetörténész, egyetemi tanár                          | 065 |                 |
| március 29. | Enzo Jannacci                       | olasz énekes, dalszövegíró és színész                                                    | 077 |                 |
| március 29. | Klész László                        | ezredes, a Honvédelmi Minisztérium Testnevelési és Sportosztály vezetője, sporttörténész | 074 |                 |
| március 28. | Richard Griffiths                   | angol színész (Harry Potter, Mi ketten)                                                  | 065 |                 |
| március 28. | Soraya Jiménez                      | olimpiai bajnok (2000) mexikói súlyemelőnő                                               | 035 |                 |
| március 28. | Klauz László                        | világbajnoki ezüstérmes (1989), olimpiai negyedik helyezett birkózó                      | 051 |                 |
| március 28. | Matusz Károly                       | fotóriporter                                                                             | 066 |                 |
| március 28. | Jurij Radonyak                      | olimpiai ezüstérmes (1960) szovjet-orosz ökölvívó, edző                                  | 077 |                 |
| március 27. | Hjalmar Andersen                    | olimpiai bajnok (1952) norvég gyorskorcsolyázó                                           | 090 |                 |
| március 27. | Illés Károly                        | zenész, az Illés-együttes alapító tagja                                                  | 069 |                 |
| március 26. | Don Payne                           | amerikai producer (A Simpson család), forgatókönyvíró (Thor, A Fantasztikus Négyes 2)    | 048 |                 |
| március 26. | Radó Károly                         | szobrászművész                                                                           | 087 |                 |
| március 26. | Jurij Rudov                         | olimpiai és világbajnok szovjet-orosz tőrvívó, edző                                      | 082 |                 |
| március 26. | Gerhard Schulenburg                 | német labdarúgó-játékvezető                                                              | 086 |                 |
| március 26. | Tibor Živković                      | szerb középkortörténész                                                                  | 047 |                 |
| március 25. | Ellen Einan                         | norvég költőnő                                                                           | 081 |                 |
| március 25. | Anthony Lewis                       | Pulitzer-díjas amerikai újságíró (The New York Times)                                    | 085 |                 |
| március 24. | Barbara Anderson                    | új-zélandi írónő                                                                         | 087 |                 |
| március 24. | Čestmír Císař                       | cseh politikus, a Cseh Nemzeti Tanács első elnöke (1968–1969)                            | 093 |                 |
| március 24. | Peter Duryea                        | amerikai színész                                                                         | 073 |                 |
| március 24. | Gasztonyi Endre                     | sakkozó                                                                                  | 082 |                 |
| március 24. | Tocsik Márta                        | ügyvéd                                                                                   | 060 |                 |
| március 23. | Borisz Berezovszkij                 | orosz-zsidó üzletember, az AirBridge Zrt. társtulajdonosa                                | 067 |                 |
| március 22. | Chinua Achebe                       | nigériai regényíró, költő                                                                | 082 |                 |
| március 22. | Gerardo Gandini                     | argentin zongoraművész, zeneszerző, karmester, zenepedagógus                             | 077 |                 |
| március 22. | Bebo Valdés                         | Grammy-díjas kubai zongorista, zenekarvezető, hangszerelő, zeneszerző                    | 094 |                 |
| március 21. | Csepeli Szabó Béla                  | József Attila-díjas (1958) költő, író, újságíró                                          | 088 |                 |
| március 21. | Pietro Mennea                       | olimpiai bajnok (1980) olasz rövidtávfutó                                                | 060 |                 |
| március 21. | Aníbal Paz                          | világbajnok (1950) uruguayi labdarúgó                                                    | 095 |                 |
| március 20. | James Herbert                       | brit horrorregényíró                                                                     | 069 |                 |
| március 20. | George Lowe                         | új-zélandi születésű hegymászó, felfedező, filmrendező                                   | 089 |                 |
| március 20. | Zillur Rahman                       | bangladesi politikus, elnök (2009–2013)                                                  | 084 |                 |
| március 20. | Stefano Simoncelli                  | olimpiai ezüstérmes (1976) olasz tőrvívó                                                 | 066 |                 |
| március 19. | Bánkuti László                      | labdarúgó (MTK), edző                                                                    | 068 |                 |
| március 19. | Irina Petrescu                      | román színésznő (Butaságom története, Răutăciosul adolescent)                            | 071 |                 |
| március 19. | Raoul Righi                         | olasz nemzetközi labdarúgó-játékvezető                                                   | 091 |                 |
| március 18. | Mary Ellen Rudin                    | amerikai matematikus, az MTA tiszteleti tagja                                            | 088 |                 |
| március 18. | Fischer Péter                       | operatőr, fotóriporter                                                                   | 083 |                 |
| március 17. | Svein Blindheim                     | norvég katonatiszt, történész, második világháborús ellenálló                            | 096 |                 |
| március 16. | José Alfredo Martínez de Hoz        | argentin közgazdász, gazdasági miniszter (1976–1981)                                     | 087 |                 |
| március 15. | Booth Gardner                       | amerikai politikus, Washington kormányzója (1985–1993)                                   | 076 |                 |
| március 15. | Lelkes Ágnes                        | színésznő                                                                                | 088 | [ halott link ] |
| március 15. | Felipe Zetter                       | mexikói labdarúgó                                                                        | 089 |                 |
| március 14. | Mirja Hietamies                     | olimpiai bajnok (1956) finn sífutó                                                       | 082 |                 |
| március 14. | Ieng Sary                           | vietnámi származású kambodzsai politikus, a Vörös Khmer társalapítója                    | 086 |                 |
| március 13. | Léon Deladerrière                   | francia labdarúgó                                                                        | 085 |                 |
| március 13. | Szabó László                        | válogatott labdarúgó (Bp. Kinizsi)                                                       | 078 |                 |
| március 13. | Malachi Throne                      | amerikai színész (Batman, Star Trek)                                                     | 084 |                 |
| március 12. | Clive Burr                          | brit dobos (Iron Maiden)                                                                 | 056 |                 |
| március 12. | Hámori Tibor                        | író, újságíró, asztaliteniszező                                                          | 081 |                 |
| március 11. | Cipő (Cipő)                         | énekes, dalszerző (Republic)                                                             | 047 |                 |
| március 11. | Borisz Lvovics Vasziljev            | szovjet regény- és drámaíró                                                              | 088 |                 |
| március 11. | Hadlaczky Gyula                     | Széchenyi-díjas genetikus                                                                | 065 |                 |
| március 10. | Köbli Attila                        | festőművész, grafikus, tanár                                                             | 057 |                 |
| március 10. | Lilian svéd hercegnő                | brit születésű svéd hercegnő                                                             | 097 |                 |
| március 9.  | Max Jakobson                        | finn diplomata, újságíró, író                                                            | 089 |                 |
| március 9.  | Sybil Williams                      | walesi színésznő, Richard Burton első felesége                                           | 083 |                 |
| március 8.  | Benoist György                      | az Országos Idegsebészeti Tudományos Intézet főigazgató-helyettese, főorvos              | 074 |                 |
| március 8.  | Hartmut Briesenick                  | Európa-bajnok német súlylökő (1971, 1974)                                                | 064 |                 |
| március 8.  | Horváth Márton                      | Munkácsy-díjas üvegtervező művész                                                        | 071 |                 |
| március 8.  | Ewald-Heinrich von Kleist-Schmenzin | német második világháborús katona, publicista, a Július 20-i merénylet utolsó túlélője   | 090 |                 |
| március 7.  | Kenny Ball                          | angol dzsessztrombitás                                                                   | 082 |                 |
| március 7.  | Peter Banks                         | angol gitáros (Yes)                                                                      | 065 |                 |
| március 7.  | Damiano Damiani                     | olasz filmrendező                                                                        | 090 | [ halott link ] |
| március 7.  | Fekete András                       | mezőgazdasági gépészmérnök                                                               | 076 |                 |
| március 7.  | Jan Zwartkruis                      | holland labdarúgóedző, szövetségi kapitány (1976–1977, 1978–1981)                        | 087 |                 |
| március 6.  | Sabine Bischoff                     | olimpiai bajnok (1984) német vívó                                                        | 054 |                 |
| március 6.  | Alvin Lee                           | brit gitáros (Ten Years After)                                                           | 068 |                 |
| március 5.  | Hugo Chávez                         | venezuelai katona, politikus, elnök (1999–2013)                                          | 058 |                 |
| március 5.  | Dosztál Béla                        | Szent István-emlékérmes 1956-os forradalmár, közgazdász                                  | 089 |                 |
| március 5.  | Dieter Pfaff                        | német színész, rendező                                                                   | 065 |                 |
| március 5.  | Farkas István                       | jégkorongozó (BKE, Ferencváros, Építők)                                                  | 094 |                 |
| március 4.  | Krieg Ferenc                        | festőművész                                                                              | 092 |                 |
| március 4.  | Macunaga Szeki                      | válogatott japán labdarúgó                                                               | 084 |                 |
| március 4.  | George Petherbridge                 | angol labdarúgó                                                                          | 085 |                 |
| március 4.  | Hobart Muir Smith                   | amerikai herpetológus                                                                    | 100 |                 |
| március 3.  | Luis Cubilla                        | válogatott uruguayi labdarúgó                                                            | 072 |                 |
| március 3.  | Bobby Rogers                        | amerikai soul énekes, dalszerző (The Miracles)                                           | 073 |                 |
| március 3.  | George Wearring                     | olimpikon (1952) kanadai kosárlabdázó                                                    | 084 |                 |
| március 2.  | Hans Schnitger                      | olimpiai bronzérmes (1936) holland gyeplabdázó                                           | 097 |                 |
| március 1.  | Rohonyi Zoltán                      | irodalomtörténész, tanulmányíró, esszéíró                                                | 069 |                 |
| március 1.  | Donald Scott                        | olimpiai ezüstérmes (1948) brit ökölvívó                                                 | 084 |                 |

## Február
| Dátum       | Név                           | Foglalkozás / tisztség                                                                                                   | Kor | Forrás          |
| ----------- | ----------------------------- | --- | --- | --------------- |
| február 28. | Donald Arthur Glaser          | Nobel-díjas amerikai fizikus, neurobiológus                                                                              | 086 |                 |
| február 28. | Daniele Lo Presti             | olasz fotós, paparazzo                                                                                                   | 042 |                 |
| február 28. | Regőczi István                | teológus és lelkész | 097 |                 |
| február 28. | Armando Trovajoli             | olasz zeneszerző, karmester, filmzeneszerző, zongorista                                                                  | 095 |                 |
| február 28. | Jean Van Steen                | belga labdarúgó | 083 |                 |
| február 27. | Van Cliburn                   | amerikai zongoraművész                                                                                                   | 078 |                 |
| február 27. | E. Fehér Pál                  | újságíró, kritikus | 076 |                 |
| február 27. | Vital Loraux                  | belga nemzetközi labdarúgó-játékvezető                                                                                   | 087 |                 |
| február 27. | Richard Street                | amerikai énekes (The Temptations)                                                                                        | 070 |                 |
| február 27. | Imants Ziedonis               | lett költő, író | 079 |                 |
| február 26. | Marie-Claire Alain            | francia orgonaművész, tanár                                                                                              | 086 |                 |
| február 26. | Papp Géza                     | zenetörténész | 097 |                 |
| február 26. | Robert Ward Phillips          | amerikai orvos, űrhajós                                                                                                  | 084 |                 |
| február 26. | Tarczai Béla                  | fotóművész | 090 |                 |
| február 26. | Dobrivoje Trivić              | Európa-bajnoki ezüstérmes jugoszláv-szerb labdarúgó                                                                      | 069 |                 |
| február 25. | Willy Rizzo                   | olasz-francia fotóriporter                                                                                               | 084 |                 |
| február 25. | Dan Toler                     | amerikai zenész (The Allman Brothers Band)                                                                               | 064 |                 |
| február 24. | Dave Charlton                 | dél-afrikai autóversenyző, Formula–1-es pilóta                                                                           | 076 |                 |
| február 24. | Gutai Magda                   | József Attila-díjas költő, orvos                                                                                         | 070 |                 |
| február 23. | Joan Child                    | ausztrál politikus, a Képviselőház első női elnöke                                                                       | 091 |                 |
| február 23. | Wojciech Inglot               | lengyel vegyész és üzletember                                                                                            | 057 |                 |
| február 22. | Atje Keulen-Deelstra          | olimpiai ezüstérmes (1972) holland gyorskorcsolyázó                                                                      | 074 |                 |
| február 22. | Lelkes Péter                  | zongoraművész, újságíró                                                                                                  | 085 |                 |
| február 22. | Wolfgang Sawallisch           | német karmester, zongoraművész                                                                                           | 089 |                 |
| február 21. | Alekszej German               | orosz filmrendező | 074 |                 |
| február 21. | Hasse Jeppson                 | válogatott svéd labdarúgó (Djurgårdens IF Fotboll, SSC Napoli)                                                           | 087 |                 |
| február 21. | Cleotha Staples               | amerikai énekesnő, a The Staple Singers tagja                                                                            | 078 |                 |
| február 20. | David S. McKay                | amerikai geológus, asztrobiológus                                                                                        | 077 | [ halott link ] |
| február 20. | Antonio Roma                  | válogatott argentin labdarúgó                                                                                            | 080 |                 |
| február 19. | Imi Markos                    | svédországi magyar sportújságíró                                                                                         | 080 |                 |
| február 19. | Robert Coleman Richardson     | Nobel-díjas amerikai kísérleti fizikus                                                                                   | 075 |                 |
| február 18. | Alpár Zsuzsa                  | gyermekpszichológus, szakíró, fordító                                                                                    | 068 |                 |
| február 18. | Kevin Ayers                   | brit zenész, dalszerző és énekes, a Soft Machine alapító tagja                                                           | 068 |                 |
| február 18. | Egyed Mihályné Dévai Julianna | szövőasszony, a Népművészet Mestere                                                                                      | 091 |                 |
| február 18. | Jurkovics János               | újságíró, a Magyar Televízió Szegedi Regionális Stúdiójának vezetője                                                     | 053 |                 |
| február 18. | Milan Gvero                   | katonatiszt, a boszniai szerb hadsereg tábornoka                                                                         | 075 |                 |
| február 17. | Richard Briers                | angol színész | 079 |                 |
| február 17. | Fendler Károly                | orientalista, Korea-kutató, címzetes docens                                                                              | 080 |                 |
| február 17. | Mindy McCready                | amerikai country-énekesnő                                                                                                | 037 |                 |
| február 16. | Fernando Alvarez              | Fülöp-szigeteki nemzetközi labdarúgó-játékvezető                                                                         | 087 |                 |
| február 16. | Lenz Klára                    | gobelinművész, világutazó                                                                                                | 088 | —               |
| február 16. | Grigorij Pomeranc             | orosz filozófus, esszéista                                                                                               | 094 |                 |
| február 16. | Tony Sheridan                 | angol rock and roll énekes                                                                                               | 072 |                 |
| február 16. | Zsudi József                  | rendező, színész, a Vidám Színpad főrendezője                                                                            | 090 |                 |
| február 15. | Jay Jacobs                    | amerikai üzletember, a Jay Jacobs cég alapítója                                                                          | 101 |                 |
| február 14. | Luis Cruzado                  | válogatott perui labdarúgó                                                                                               | 071 |                 |
| február 14. | Tim Dog                       | amerikai rapper | 046 |                 |
| február 14. | Ronald Dworkin                | amerikai jogfilozófus, jogász professzor                                                                                 | 081 |                 |
| február 14. | Reeva Steenkamp               | dél-afrikai modell | 029 |                 |
| február 14. | Virág Kiss Ferenc             | színész | 065 |                 |
| február 14. | Zdeněk Zikán                  | csehszlovák válogatott cseh labdarúgó                                                                                    | 075 |                 |
| február 13. | Seress Ákos                   | matematikus, egyetemi tanár                                                                                              | 054 | [ halott link ] |
| február 13. | Zsíros Tibor                  | Európa-bajnok kosárlabdázó, edző, játékvezető, sportvezető                                                               | 082 |                 |
| február 12. | Frank Seator                  | válogatott libériai labdarúgó (Pécsi MFC, Videoton)                                                                      | 037 |                 |
| február 12. | Hennagyij Udovenko            | ukrán politikus, külügyminiszter (1994–98)                                                                               | 081 |                 |
| február 11. | Pavlo Vigderhausz             | ukrán építész | 087 |                 |
| február 10. | Petőfi S. János               | nyelvész (fő területei: nyelvfilozófia, szemiotika és szövegtan)                                                         | 081 |                 |
| február 10. | Rapcsányi László              | újságíró | 087 |                 |
| február 10. | Petro Vlahos                  | amerikai látványeffektus-szakember, a kék- és zöldhátteres módszerek úttörő fejlesztője                                  | 096 |                 |
| február 10. | Csuang Cö-tung                | világbajnok kínai asztaliteniszező                                                                                       | 072 |                 |
| február 9.  | Mike Banks                    | brit hegymászó, tengerészgyalogos                                                                                        | 090 |                 |
| február 8.  | Chris Brinker                 | amerikai rendező, producer (Whiskey Bay, Testvérbosszú)                                                                  | 042 |                 |
| február 8.  | Kézdy György                  | Jászai Mari-díjas színész                                                                                                | 076 |                 |
| február 8.  | Korompai Vali                 | színésznő | 080 |                 |
| február 8.  | William Smith                 | kétszeres olimpiai bajnok (1948) amerikai úszó                                                                           | 088 |                 |
| február 7.  | Tóth József                   | geográfus, egyetemi tanár, a Pécsi Tudományegyetem rektora                                                               | 072 | [ halott link ] |
| február 7.  | Kálmán Éva                    | szinkronszövegíró, dramaturg                                                                                             | 091 |                 |
| február 6.  | Douglas Warren                | ausztrál római katolikus főpap                                                                                           | 093 |                 |
| február 6.  | Katona Szabó István           | író, újságíró, szerkesztő                                                                                                | 091 |                 |
| február 6.  | Mo-Do                         | olasz italo-techno zenész, énekes                                                                                        | 046 | [ halott link ] |
| február 6.  | Tóth József                   | sakkozó | 066 | [ halott link ] |
| február 5.  | Balázs György                 | Széchenyi-díjas építőmérnök, egyetemi tanár                                                                              | 086 |                 |
| február 5.  | Stuart Freeborn               | brit maszkmester (Csillagok háborúja, 2001: Űrodüsszeia)                                                                 | 098 |                 |
| február 5.  | Egil Hovland                  | norvég zeneszerző | 088 |                 |
| február 4.  | Donald Byrd                   | amerikai dzsessztrombitás                                                                                                | 080 |                 |
| február 4.  | Udvardi Erzsébet              | Kossuth- és Munkácsy Mihály-díjas festőművész                                                                            | 083 |                 |
| február 4.  | Veress Zoltán                 | erdélyi magyar költő, író, műfordító                                                                                     | 076 |                 |
| február 3.  | Ádám György                   | Széchenyi-díjas pszichofiziológus, egyetemi tanár, az MTA rendes tagja                                                   | 090 |                 |
| február 3.  | Peter Gilmore                 | angol színész | 081 |                 |
| február 3.  | Novák István                  | Ybl-díjas építészmérnök                                                                                                  | 075 |                 |
| február 3.  | Arpad Miklos                  | magyar származású amerikai pornószínész                                                                                  | 045 |                 |
| február 3.  | Zlatko Papec                  | olimpiai ezüstérmes (1956) jugoszláv válogatott horvát labdarúgó                                                         | 079 |                 |
| február 3.  | Reg Presley                   | angol zenész, dalszerző, a The Troggs zenekar énekese                                                                    | 071 |                 |
| február 2.  | Chris Kyle                    | amerikai Navy SEAL katona, az Egyesült Államok történelmének legeredményesebb mesterlövésze                              | 038 |                 |
| február 2.  | Lino Oviedo                   | paraguayi politikus, katonatiszt                                                                                         | 069 |                 |
| február 1.  | Vladimir Jengibarján          | olimpiai bajnok szovjet-örmény ökölvívó (1956)                                                                           | 080 |                 |
| február 1.  | Ed Koch                       | amerikai politikus, New York polgármestere (1987–89)                                                                     | 088 |                 |
| február 1.  | Raft Miklós                   | címz. főisk. tanár, 1976–83 az MT Hivatalának elnökhelyettese, 1983–1988-ig az MT titkárságvezetője, 1987–90 államtitkár | 080 |                 |
| február 1.  | Robin Sachs                   | brit-amerikai színész | 061 |                 |
| február 1.  | Tardi Sándor                  | festő- és grafikusművész                                                                                                 | 075 |                 |
| február 1.  | Cecil Womack                  | amerikai énekes, zenész (Womack & Womack)                                                                                | 065 |                 |
| február 1.  | Csongrády Zsuzsanna           | tanár, fordító | 077 |                 |

## Január
| Dátum              | Név                   | Foglalkozás / tisztség                                                                      | Kor | Forrás |
| ------------------ | --------------------- | ------------------------------------------------------------------------------------------- | --- | ------ |
| január 31.         | Rubén Bonifaz Nuño    | mexikói költő                                                                               | 089 |        |
| január 31.         | Tyimir Pinyegin       | olimpiai bajnok (1960) szovjet vitorlázó                                                    | 085 |        |
| január 30.         | Friedrich Péter       | Széchenyi-díjas orvos, biokémikus, neurobiológus, a Magyar Tudományos Akadémia rendes tagja | 076 |        |
| január 30.         | Georg Gärtner         | második világháborús német katonatiszt                                                      | 092 |        |
| január 30.         | Pákozdy Miklós        | író, műfordító, református lelkész                                                          | 082 |        |
| január 30.         | Roger Raveel          | belga festő                                                                                 | 091 |        |
| január 29.         | Hadik Gyula           | Munkácsy-díjas szobrászművész                                                               | 088 |        |
| január 29.         | Frank Hahn            | brit közgazdász                                                                             | 087 |        |
| január 29.         | Anselm Hollo          | finn költő, műfordító                                                                       | 078 |        |
| január 29.         | Bernard Horsfall      | brit színész                                                                                | 082 |        |
| január 29.         | Borislav Milošević    | szerb diplomata, Jugoszlávia moszkvai nagykövete (1998–2000)                                | 076 |        |
| január 28.         | Mark Palmer           | amerikai diplomata, az Egyesült Államok budapesti nagykövete (1986–1990)                    | 072 |        |
| január 28.         | Ladislav Pavlovič     | Európa-bajnoki bronzérmes (1960) csehszlovák-szlovák labdarúgó                              | 086 |        |
| január 28.         | Ceija Stojka          | roma származású osztrák festő, író, zenész                                                  | 079 |        |
| január 27.         | Barna Róbert          | világbajnoki hatodik helyezett testépítő                                                    | 038 |        |
| január 27.         | Stanley Karnow        | amerikai újságíró, történész                                                                | 087 |        |
| január 27.         | Acer Nethercott       | olimpiai (2008) ezüstérmes brit evezős                                                      | 035 |        |
| január 27.         | Phạm Duy              | vietnámi dalszövegíró                                                                       | 091 |        |
| január 26.         | Hegedűs Loránt        | református püspök, teológus                                                                 | 082 |        |
| január 26.         | Nakadzsima Hirosi     | japán orvos, az Egészségügyi Világszervezet főigazgatója (1988–1998)                        | 084 |        |
| január 25.         | Martial Asselin       | kanadai politikus, szenátor (1972–1990)                                                     | 088 |        |
| január 25.         | Normand Corbeil       | kanadai filmzeneszerző                                                                      | 056 |        |
| január 25.         | Tóth Béla             | József Attila-díjas író, könyvtáros                                                         | 088 |        |
| január 25.         | John Wood             | olimpiai ezüstérmes (1976) kanadai kenus                                                    | 062 |        |
| január 24.         | Soós Lajos            | Jászai Mari-díjas színész                                                                   | 094 |        |
| január 24.         | Jim Wallwork          | brit második világháborús pilóta (Glider Pilot Regiment)                                    | 093 |        |
| január 23.         | Józef Glemp           | lengyel bíboros, Lengyelország prímása (1981–2009)                                          | 083 |        |
| január 23.         | Jacques Grimonpon     | válogatott francia labdarúgó                                                                | 087 |        |
| január 23.         | Roszmusz András       | gépészmérnök, cserkésztiszt, a Magyar Cserkészszövetség országos elnöke (2001–2006)         | 068 |        |
| január 23.         | Vita László           | erdélyi magyar közgazdász, egyetemi docens                                                  | 081 |        |
| január 22.         | Hajduska Marianna     | pszichiáter, pszichoterapeuta, szociológus                                                  | 059 |        |
| január 22.         | Anna Litvinova        | orosz modell, szépségkirálynő                                                               | 029 |        |
| január 22.         | Nyers László          | Európa-bajnoki bronzérmes birkózó                                                           | 078 |        |
| január 22.         | Szalay Ferenc         | Munkácsy Mihály-díjas festőművész                                                           | 082 |        |
| január 22.         | Szőnyi Olga           | operaénekes                                                                                 | 079 |        |
| január 21.         | Riccardo Garrone      | olasz sportvezető, a Sampdoria elnöke (2002–)                                               | 076 |        |
| január 21.         | Kanyó Antal           | háromszoros magyar bajnok kézilabdázó, edző                                                 | 052 |        |
| január 21.         | Kőrössy János         | dzsesszzongorista                                                                           | 086 |        |
| január 21.         | Michael Winner        | angol filmrendező, forgatókönyvíró, producer, vágó                                          | 077 |        |
| január 20.         | Sibata Tojo           | japán költő                                                                                 | 101 |        |
| január 20.         | Freddie Williams      | világbajnok (1950, 1953) walesi pályamotorversenyző                                         | 086 |        |
| január 19.         | Faragó Vilmos         | újságíró, kritikus, az Élet és Irodalom főszerkesztője                                      | 083 |        |
| január 19.         | Taihó Kóki            | japán szumóbirkózó, jokozuna                                                                | 072 |        |
| január 19.         | Stan Musial           | amerikai baseballjátékos                                                                    | 092 |        |
| január 18.         | Sean Fallon           | ír labdarúgó                                                                                | 090 |        |
| január 17.         | Jakob Arjouni         | német író                                                                                   | 048 |        |
| január 17.         | Fernando Guillén      | spanyol színész                                                                             | 080 |        |
| január 17.         | Eric Handley          | brit klasszika-filológus, az MTA tiszteleti tagja                                           | 086 |        |
| január 17.         | Sophiya Haque         | angol színésznő, énekesnő, modell                                                           | 041 |        |
| január 17.         | Claudio Leo           | olasz gitáros (Lacuna Coil)                                                                 | 040 |        |
| január 16.         | Ajtony Árpád          | emigráns magyar író, dramaturg, szociálpszichológus                                         | 069 |        |
| január 16.         | Csép Sándor           | riporter, rádió- és televízió-műsorszerkesztő, politikus                                    | 074 |        |
| január 16.         | Burhan Doğançay       | török festőművész                                                                           | 083 |        |
| január 16.         | Noé Hernández         | olimpiai ezüstérmes (2000) mexikói gyalogló                                                 | 034 |        |
| január 16.         | Samson Kimobwa        | kenyai hosszútávfutó, 10 000 méteres világcsúcstartó                                        | 057 |        |
| január 16.         | Jevdokija Meksilo     | olimpiai bajnok (1964) szovjet sífutó                                                       | 081 |        |
| január 16.         | Perrette Pradier      | francia színésznő                                                                           | 075 |        |
| január 16.         | Arszlan Uszojan       | orosz maffiavezér, becenevén "Haszan apó" ("Gyed Haszan")                                   | 075 |        |
| január 15.         | Bakó Márta            | színésznő, a József Attila Színház örökös tagja                                             | 092 |        |
| január 15.         | Koráb Boldizsár       | építész, fotóművész                                                                         | 086 |        |
| január 15.         | Nádasdy Ferenc        | a Nádasdy Alapítvány létrehozója, a történelmi Nádasdy-család utolsó leszármazottja         | 075 |        |
| január 15.         | Ósima Nagisza         | japán filmrendező (Érzékek birodalma, Boldog karácsonyt Mr. Lawrence!)                      | 080 |        |
| január 15.         | John Thomas           | olimpiai ezüstérmes (1964) amerikai atléta, magasugró                                       | 071 |        |
| január 15.         | Billy Varga           | magyar származású amerikai birkózó, színész                                                 | 089 |        |
| január 14.         | Conrad Bain           | kanadai születésű amerikai színész                                                          | 089 |        |
| január 13.         | Andrea Carrea         | olasz kerékpárversenyző                                                                     | 088 |        |
| január 13.         | Szendrei Julianna     | matematikatanár                                                                             | 064 |        |
| január 12.         | Anna Lizaran          | spanyol (katalán) színésznő                                                                 | 068 |        |
| január 11.         | Mariangela Melato     | olasz színésznő                                                                             | 071 |        |
| január 11.         | Aaron Swartz          | amerikai programozó, internetes aktivista, az RSS társfeltalálója                           | 026 |        |
| január 11.         | John Wilkinson        | amerikai zenész, énekes, Elvis Presley együttesének gitárosa                                | 067 |        |
| január 11. (k. n.) | Tóth Éva              | atléta, rövidtávfutó, olimpikon                                                             | 060 |        |
| január 10.         | Sakine Cansız         | kurd aktivista, a Kurd Munkáspárt egyik alapítója                                           | 055 |        |
| január 10.         | Cseh Károly           | költő, műfordító                                                                            | 060 |        |
| január 10.         | Claude Nobs           | svájci fesztivál szervező, a Montreux-i Jazz Fesztivál alapítója                            | 076 |        |
| január 9.          | James M. Buchanan     | Nobel-díjas (1986) amerikai közgazdász                                                      | 093 |        |
| január 9.          | Molnár Dánielné       | kozmetikus, üzletasszony (közismert nevén "Ilcsi néni")                                     | 086 |        |
| január 8.          | Jáki Sándor           | bencés szerzetes, tanár, karnagy                                                            | 083 |        |
| január 7.          | Dunszt Ferenc         | a kecskeméti röplabdázás alapítója, a magyar röplabdasport meghatározó alakja               | 073 |        |
| január 7.          | David R. Ellis        | amerikai filmrendező (Kígyók a fedélzeten, Végső állomás), kaszkadőr                        | 060 |        |
| január 7.          | Halász Péter          | újságíró, író                                                                               | 090 |        |
| január 7.          | Huell Howser          | amerikai színész, énekes, kabarésztár                                                       | 067 |        |
| január 7.          | Jiřina Jirásková      | cseh színésznő                                                                              | 081 |        |
| január 7.          | Wilt Pál              | filmrendező                                                                                 | 062 |        |
| január 6.          | Metin Kaçan           | török író                                                                                   | 051 |        |
| január 6.          | Lupán Ernő            | erdélyi magyar jogász, egyetemi tanár                                                       | 084 |        |
| január 5.          | Baranyai Lajos        | kosárlabdázó (Honvéd), edző                                                                 | 083 |        |
| január 5.          | Pierre Cogan          | francia országútikerékpár-versenyző                                                         | 098 |        |
| január 4.          | Gerócs József         | állatorvos, politikus, országgyűlési képviselő (1994–1998)                                  | 084 |        |
| január 4.          | Derek Kevan           | válogatott angol labdarúgó                                                                  | 077 |        |
| január 4.          | Kulcsár Péter         | történész, a Magyar Tudományos Akadémia doktora                                             | 078 |        |
| január 4.          | Szoboszlai Sándor     | színész                                                                                     | 087 |        |
| január 3.          | Nagy József           | szlovákiai magyar festőművész                                                               | 086 |        |
| január 3.          | Sergiu Nicolaescu     | román filmrendező, színész, politikus                                                       | 082 |        |
| január 3.          | Patty Shepard         | amerikai-spanyol színésznő                                                                  | 067 |        |
| január 3.          | Burry Stander         | olimpiai 5. helyezett dél-afrikai hegyikerékpár-versenyző                                   | 025 |        |
| január 2.          | Koroknay Géza         | színész                                                                                     | 064 |        |
| január 2.          | Gerda Lerner          | osztrák származású amerikai történész, feminista                                            | 092 |        |
| január 2.          | Ladislao Mazurkiewicz | válogatott uruguayi labdarúgó                                                               | 067 |        |
| január 2.          | Ian McKeever          | világrekorder ír hegymászó, expedícióvezető                                                 | 042 |        |
| január 2.          | Rudolf Szanwald       | válogatott osztrák labdarúgó                                                                | 081 |        |
| január 2.          | Teresa Torańska       | lengyel író, újságíró                                                                       | 069 |        |
| január 1.          | Patti Page            | amerikai énekesnő                                                                           | 085 |        |